# Ми-6

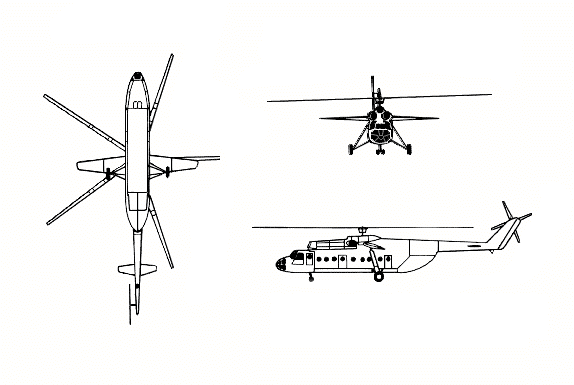
Ми-6

Ми-6 (изделие «50», по классификации НАТО: Hook — «крюк») — советский тяжёлый многоцелевой вертолёт разработки ОКБ-329, под руководством М. Л. Миля.
Ми-6 — первый в мире вертолёт серийного производства, оснащённый двумя турбовальными двигателями со свободной турбиной. Его компоновочная схема признана классической.
Первый полёт вертолёта состоялся 5 июня 1957 года. Государственные испытания проходили в 1959—1963 гг.
На вертолёте Ми-6 было установлено 16 мировых авиационных рекордов. За достижение скорости в 1961 году 320 км/ч, ранее считавшейся невозможной для вертолётов, был получен «Приз американского геликоптерного общества» Игоря Сикорского.
За создание вертолёта ряд конструкторов ОКБ-329 в 1968 году был награждён Государственной премией.
Вертолёт Ми-6 первоначально строился на двух предприятиях: завод № 23 (Машиностроительный завод им. М.В. Хруничева, Москва) и завод № 168 (Ростовский вертолётный завод, Ростов-на-Дону), затем всё производство было перенесено в г. Ростов-на-Дону. Серийное производство Ми-6 продолжалось с 1959 по 1980 гг.
Вертолёт поступал на вооружение Советской Армии, также передавался в структуры «Аэрофлота».
В 1964—1978 годах поставлялся на экспорт.

## История разработки
В конце 1952 года в ОКБ-329 начались исследования по созданию тяжёлого транспортного вертолёта. В то время (1952-1954 гг) в ОКБ полным ходом шли работы по доводке вертолётов Ми-1 и Ми-4.
Определяющем фактором при замысле новой винтокрылой машины была её большая грузоподъёмность, что позволяло бы перевозить в труднодоступные районы базовую номенклатуру средств доставки основного заказчика, которым выступало минобороны СССР (тягачи АТ-Л, ДТП, грузовой автомобиль ЗИС-151 и др.).  При разработке нового вертолёта использовался опыт проектирования вертолётов Ми-1 и Ми-4. Среди множества важнейших анализируемых проблем главными были проблемы выбора силовой установки и параметров несущего винта. Проект получил внутреннее обозначение ВМ-6 — т. е. вертолёт Миля грузоподъёмностью шесть тонн.
11 июня 1954 года ОКБ-329 получило Постановление Совета Министров о разработке тяжёлого транспортного вертолёта. В соответствии с ним вертолёт должен был перевозить 6 тонн груза при нормальной взлётной массе, 8 тонн при перегрузочной массе и 11,5 тонн в случае полёта на укороченную дистанцию.. Впервые в СССР на вертолёте предусматривалась перевозка грузов на внешней подвеске вертолёта.
ОКБ начало разработку вертолёта одновременно в транспортном, десантном и санитарном вариантах. 
Главным конкурентом будущего Ми-6 должен был стать вертолёт Ка-22, разработанный в ОКБ Н. И. Камова. В отличие от Ми-6, Ка-22 был построен по поперечной схеме с двумя несущими винтами относительно небольшого диаметра, что, как выяснилось впоследствии, оказалось экономически нецелесообразно.
Большой проблемой при проектировании вертолёта В-6 было отсутствие подходящего двигателя. В СССР тех лет уже были турбовинтовые двигатели, но ни одного отечественного двигателя со свободной турбиной ещё не было. В этих условиях наиболее рациональным решением стало не создание совершенно нового двигателя для вертолёта, а использования газодинамической части уже проверенного двигателя. Главный конструктор П. А. Соловьев берется выполнить эту работу на основе уже созданного турбовинтового двигателя ОКБ Н. Д. Кузнецова ТВ-2.
Справка. ТВ-2 — это разрабатываемый немецкими специалистами ещё в конце ВМВ турбовинтовой двигатель большой мощности «JUMO-022». В ходе репараций документация по турбовинтовому двигателю досталась СССР. Немецкие специалисты-разработчики были вывезены в СССР, где в 1946 году в пригороде г. Куйбышев (в н. в. г. Самара) было образовано новое конструкторское бюро. Проектирование двигателя «022» началось в 1948 году и было начато изготовление первых трёх опытных образцов под обозначением ТВ-022. Главным конструктором КБ был назначен — А. Шайбе, руководителем группы предварительного проектирования — Ю. Фогте, руководителем группы конструирования — Ф. Бранднер. В 1949 году руководителем объединённого бюро ОКБ-276 был назначен Н. Д. Кузнецов. В июне 1949 года были проведены заводские испытания первого опытного ТВ-022. В 1950 году двигатель получает индекс ТВ-2. В 1951 году двигатель принимается к серийному производству, в рамках ремоторизации самолёта Ту-4, но время показало, что дальнейшая эксплуатация Ту-4 не целесообразна. Была произведена попытка создания вдвое более мощной силовой установки на базе спаренного ТВ-2, работающего на общий редуктор (2ТВ-2Ф). Этот силовой агрегат временно был установлен на опытный тяжёлый бомбардировщик Ту-95 (см. раздел об истории создания самолёта Ту-95). Вертолётная модификация двигателя создавалась на основе модификации ТВ-2Ф (взлётная мощность 6250 л. с) и получила индекс ТВ-2ВМ (5700 л.с.).
Официально разработка вертолёта под обозначением разработчика В-6 началась в соответствии с Постановлением Правительства СССР № 1171-515 от 11 июня 1954 г. и последовавшим за ним 17 июня Приказом МАП № 378. Постановлением Правительства задавались следующие характеристики вертолёта:
- максимальная скорость вертолёта — в пределах 300–350 км/ч;
- динамический потолок — не менее 6000 м;
- дальность полета с нормальной нагрузкой 6000 и 4500 кг — 700 и 1200 км (с дополнительным топливным баком) соответственно.
- максимальная коммерческая нагрузка вертолёта задавалась не менее 8000 кг, а перегрузочная (за счет горючего) – 11 500 кг.

Поскольку основным назначением вертолёта была высадка десанта, то предусматривалось бортовое стрелковое вооружение — встроенный пулемёт ТКБ-48 (А-12,7) калибра 12,7 мм. Размеры грузового отсека вертолёта предусматривали транспортировку следующей техники: авиадесантной самоходной установки АСУ-57, бронетранспортера БТР-152, артиллерийских орудий, различных автомобилей, а в дальнейшем и оперативно-тактических ракет. Документом предписывалось передать вертолёт на государственные испытания в I-м квартале 1957 г.
Постройкой опытного вертолёта на заводе №329 руководил ведущий конструктор М. Н. Пивоваров. Первый вертолёт (в бескрылом варианте) был собран в октябре 1956 года, но не был готов несущий винт. Создание нового пятилопастного несущего винта диаметром 35 метров и нового главного редуктора представляло собой большую проблему. Для проверки конструкции лопастей в ЦАГИ был создан натурный стенд для испытаний модели винта В-6 диаметром 12,5 метра.
Весной 1957 года вертолёт выкатили из сборочного цеха завода и начали подготовку к лётным испытаниям. Ведущим инженером по летным испытаниям стал Д. Т. Мацицкий. 5 июня 1957 года заводской летчик-испытатель Р. И. Капрелян впервые оторвал В-6 от земли, а 18 июня осуществил первый полет по кругу. Летные испытания вертолёта начались с измерений напряжений в наиболее ответственных узлах, и прежде всего в лопастях несущего винта.
В связи с высокой загрузкой авиамоторного завода №19 организовать серийное производство двигателей ТВ-2ВМ для вертолёта В-6 оказалось невозможным, и было принято решение создать новый двигатель на основе уже отработанного в производстве двухконтурного двигателя Д-20П. Моторостроительное ОКБ П. А. Соловьёва разработало для вертолёта двигатель Д-25В и главный редуктор вертолёта Р-7. Двигатель Д-25В создавался с максимальным использованием готовых узлов и деталей от ТВ-2ВМ и Д-20П.
В 1958 году был готов второй лётный экземпляр вертолёта В-6 с двигателями Д-25В. На нём уже было установлено крыло и всё штатное оборудование.
В 1960 году первые вертолёты Ми-6 стали поступать для опытной эксплуатации в войска (696-й отдельный вертолётный полк в Торжке).
В 1962 году гражданский вариант Ми-6 поступил на государственные испытания в НИИ ГВФ. В этом же году согласно приказу министра обороны СССР был сформирован 65-й отдельный вертолётный полк — первая строевая часть, эксплуатирующая Ми-6.

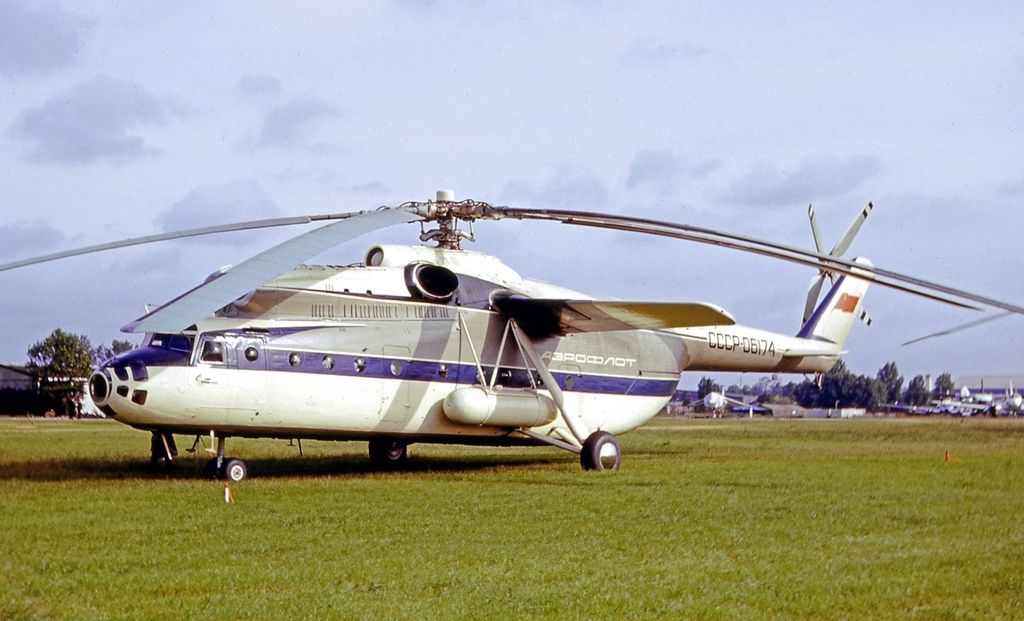
Вертолёт Ми-6 рег. №СССР-06174 во время демонстрации на авиасалоне во Франции, 1965 год

В 1963 году в НИИ ВВС проведены контрольные испытания вертолёта Ми-6 на соответствие заявленным ТТХ. В этом же году Приказом по МГА начата официальная эксплуатация вертолёта в «Аэрофлоте».
По результатам первых 10 лет эксплуатации, накопленному опыту и многочисленным доработкам, в 1971 году был разработан и пошёл в серию вертолёт Ми-6А (изделие 50А).
В 1982 году специалистами 3-го НИИ ВВС (морская авиация) выполнены испытательные полёты с посадкой вертолёта Ми-6 на палубу авианесущего крейсера проекта 1143.3 «Новороссийск».

## Конструкция вертолёта
Общая информация.
Вертолёт Ми-6 выполнен по классической схеме, с одним несущим и одним рулевым винтом, с двумя газотурбинными двигателями, работающими на общую нагрузку. Трёхстоечное неубираемое шасси с хвостовой предохранительной опорой. В процессе серийного производства вертолёт неоднократно дорабатывался, вносились изменения по конструкции и оборудованию. Впервые в СССР именно на Ми-6 штатно была предусмотрена транспортировка негабаритных грузов на внешней подвеске вертолёта.
По компоновке вертолёт состоит из фюзеляжа, двигательной установки, крыла, стабилизатора, несущего и хвостового винтов, трансмиссии, вентиляторной установки, системы управления, неубираемого трёхстоечного шасси, гидросистемы, воздушной системы, авиационного и радиоэлектронного оборудования.
Основной конструкционный материал планера вертолёта — это алюминиевые сплавы Д16Т и В95, также используются штамповки из сплава АК6, отливки из АЛ9, детали из магниевых сплавов МЛ5, МА8, ВМ-65. Имеются детали и узлы из термостойкого титанового сплава ВТ1-1 и из сталей 30ХГСА, 18ХНМА, 1Х18Н9Т и др.
В зависимости от вариантов применения вертолёт оборудуется: устройством внешней подвески; санитарным оборудованием; сидениями для пассажиров или такелажно-швартовочным оборудованием; подвесными и дополнительными топливными баками.

### Планер
Планер вертолёта состоит из фюзеляжа, крыла и стабилизатора.
Фюзеляж конструктивно состоит из четырёх агрегатов: носовой секции, центральной секции с грузовыми створками и трапами, хвостовой и концевой балок. В собранном виде фюзеляж вертолёта представляет собой цельнометаллический полумонокок переменного сечения, с силовым набором из шпангоутов, стрингеров и балок, обшитый дюралевыми листами работающей обшивки. Вся обшивка вертолёта приклёпана заклёпочным швом встык или внахлёст. Листы обшивки герметизированы герметиком и уплотнительной лентой. На потолке центральной части фюзеляжа размещены двигательный и редукторный отсеки, в средней части фюзеляжа расположена грузовая кабина. В полу грузовой кабины имеется грузовой люк, закрываемый створками. С бортов в грузовой кабине имеются окна и двери: справа дверь и девять окон, слева две двери и семь окон.

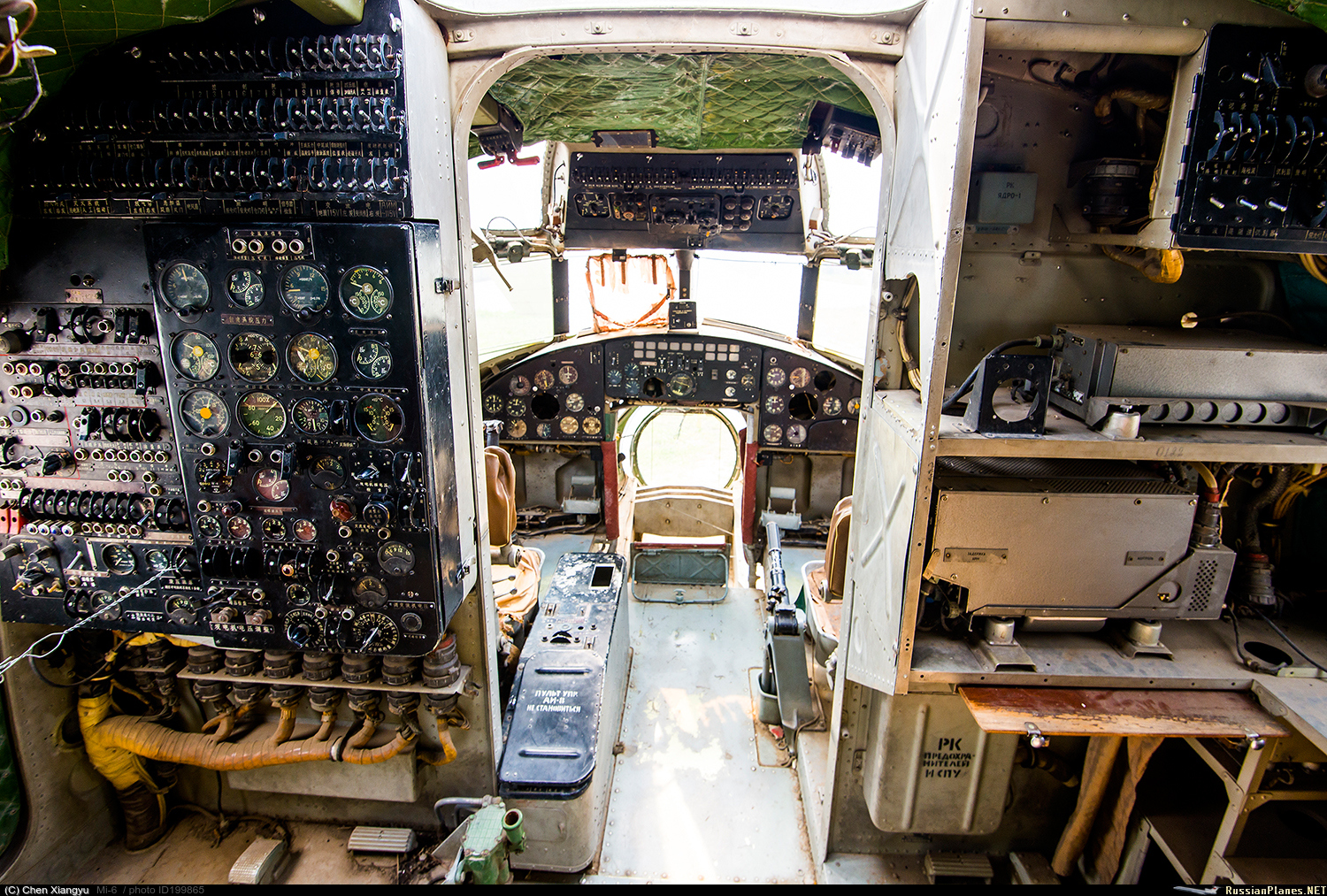
Кабина Ми-6

Носовая часть фюзеляжа — это отсек между шпангоутами № 1 и № 12. Здесь находятся рабочие места экипажа, органы управления вертолётом и всеми его системами; приборное, навигационное, пилотажное оборудование, а также большая часть вспомогательного оборудования. Шпангоуты № 5, № 9 и № 12 являются перегородками, отделяющими кабину штурмана от кабины лётчиков, кабину лётчиков от кабины радиста и бортового техника и далее кабину всего экипажа от грузового отсека. У штурмана переднее стекло силикатное плоское с электрообогревом, остальные окна остеклены оргстеклом, на потолке имеется окно, также с силикатным стеклом, предназначенное для астрокомпаса. Под полом кабины находятся отсеки с различным оборудованием. Впереди снизу под полом кабины штурмана смонтирована пулемётная установка НУВ-1МК. Установка при необходимости может демонтироваться, при этом увеличивается внутреннее пространство у штурмана, но для сохранения эксплуатационных центровок вместо установки устанавливается балластный груз.
Кабина лётчиков расположена от шп. № 6 до шп. № 9. В передней части фонаря кабины имеется 4 стекла — 2 средних из оргстекла толщиной 4 мм и два крайних из силикатного стекла с обогревом. Справа и слева от кресел лётчиков имеются аварийные сбрасываемые двери. В каждой двери справа и слева имеется сдвижные блистеры. Приборные доски лётчиков смонтированы на шпангоуте №5, отделяющем кабину лётчиков от  кабины штурмана.

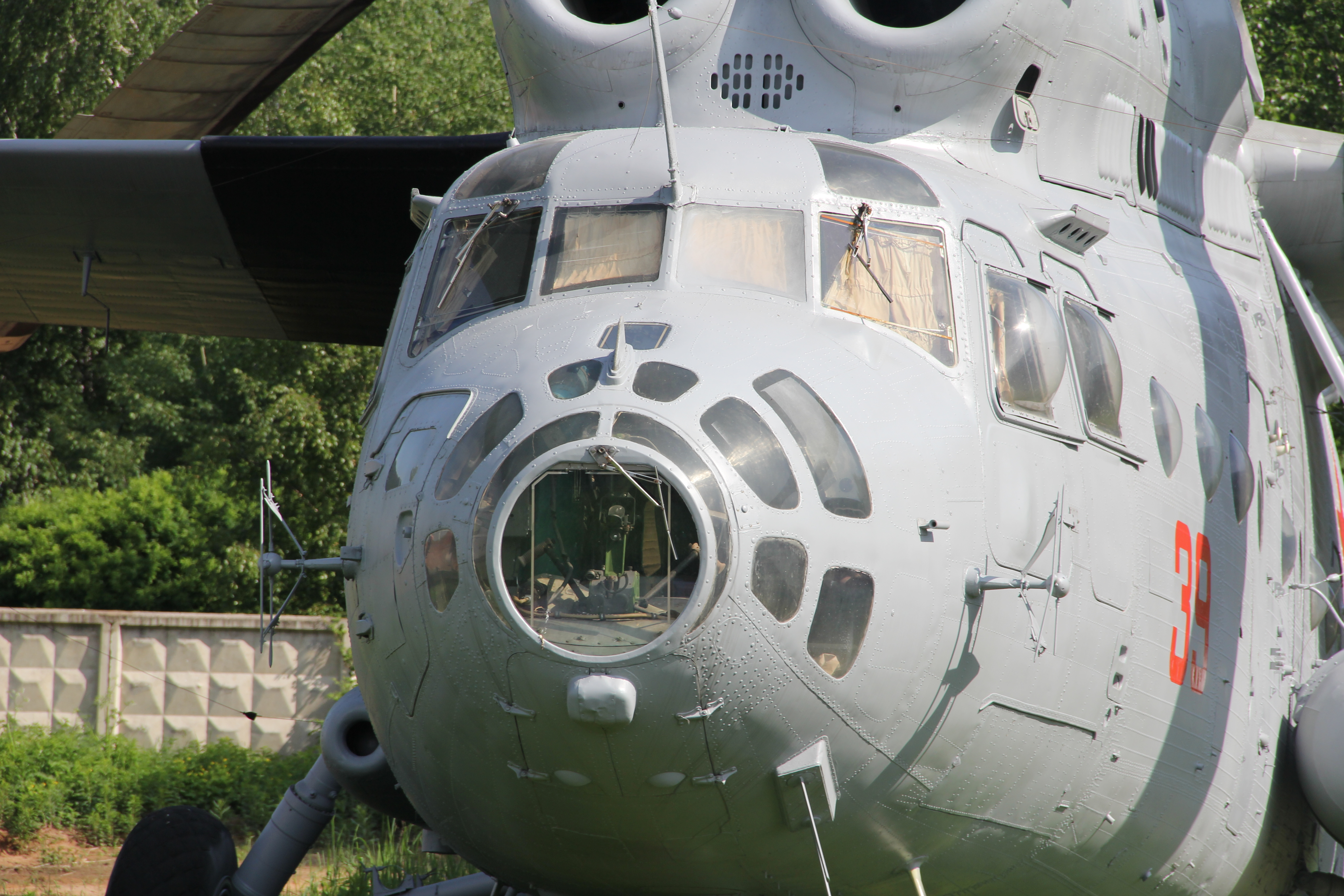
Ми-6А — остекление передней части фюзеляжа. Вертолёт в экспозиции музея Монино.

Кабина борттехника и радиста находится в отсеке между шп. №№ 9 и 12. Справа сидит радист, слева — бортовой техник. На левом борту кабины имеется аварийная сбрасываемая дверь. В 12 шпангоуте имеется двустворчатая дверь с остеклением, что позволяет экипажу следить за грузом не выходя из кабины.
Центральная часть фюзеляжа - самостоятельный отсек от шпангоута №1 до шп. №42. Грузовая кабина находится между шп. 1 и 26, далее расположена задняя часть фюзеляжа с переходом в хвостовую балку. Над потолком грузовой кабины находится двигательный отсек (шп. 1-14), затем редукторный отсек (шп. 14-18) и силовая балка крыла (центроплан, шп. №№ 18 и 19). Далее в потолочной части находятся контейнеры трёх мягких баков (шп. 19-26). Остальные баки расположены под полом грузовой кабины. Грузовая кабина в задней части закрывается грузовыми створками совместно с клином. Для возможности погрузки и выгрузки людей и техники имеются грузовые трапы.
В грузовой кабине предусмотрена перевозка сидя до 60 десантников с вооружением (из расчёта веса одного экипированного бойца с имуществом в пределах 100 кг) или 41 носилочный раненый. В транспортном варианте вертолёта возможна погрузка и перевозка техники или грузов общей массой до 12 тонн (с ограничением заправки топливом). При перегонке пустого вертолёта в грузовой кабине можно установить дополнительно два топливных бака (точно таких, какие вешаются на внешнюю подвеску вертолёта) емкостью по 2250 литров каждый. Внутренние размеры грузовой кабины вертолёта: длина — 11,7 м, ширина — 2,8 м и высота — 2,6 м.
Хвостовой отсек вертолёта расположен за контейнерами верхних баков, между шпангоутами 26 и 42. К последнему шпангоуту пристыковывается хвостовая балка. Внутри отсека проходит вал хвостового винта и тросы управления винтом и стабилизатором, также находится различное оборудование.
Хвостовая балка имеет форму усеченного конуса длиной 6290 мм. Хвостовая балка крепится к концевой балке. Внутри хвостовой балки имеется трап для прохода. В нижней части концевой балки находится промежуточный редуктор рулевого винта, в верхней — хвостовой редуктор с винтом.
Крыло состоит из двух консолей и центропланной балки. Левая консоль крыла установлена на угол атаки +14°15′, правая консоль имеет установочный угол на полтора градуса больше.
Стабилизатор управляемый, состоит из двух консолей, соединённых меж собой лонжероном. Угол установки стабилизатора меняется при перемещении ручки «шаг-газ» в пределах от -13 до +5 градусов. Консоли стабилизатора имеют симметричный профиль NACA-0012. 
Для защиты части экипажа от стрелкового оружия на вертолёт Ми-6 могут устанавливаться снаружи и изнутри кабины 12 съёмных бронеплит из стали КВК-2, при этом защищаются только оба лётчика и штурман, от огня сбоку, спереди и снизу. Вес бронеплит входит в вес полезной нагрузки вертолёта.

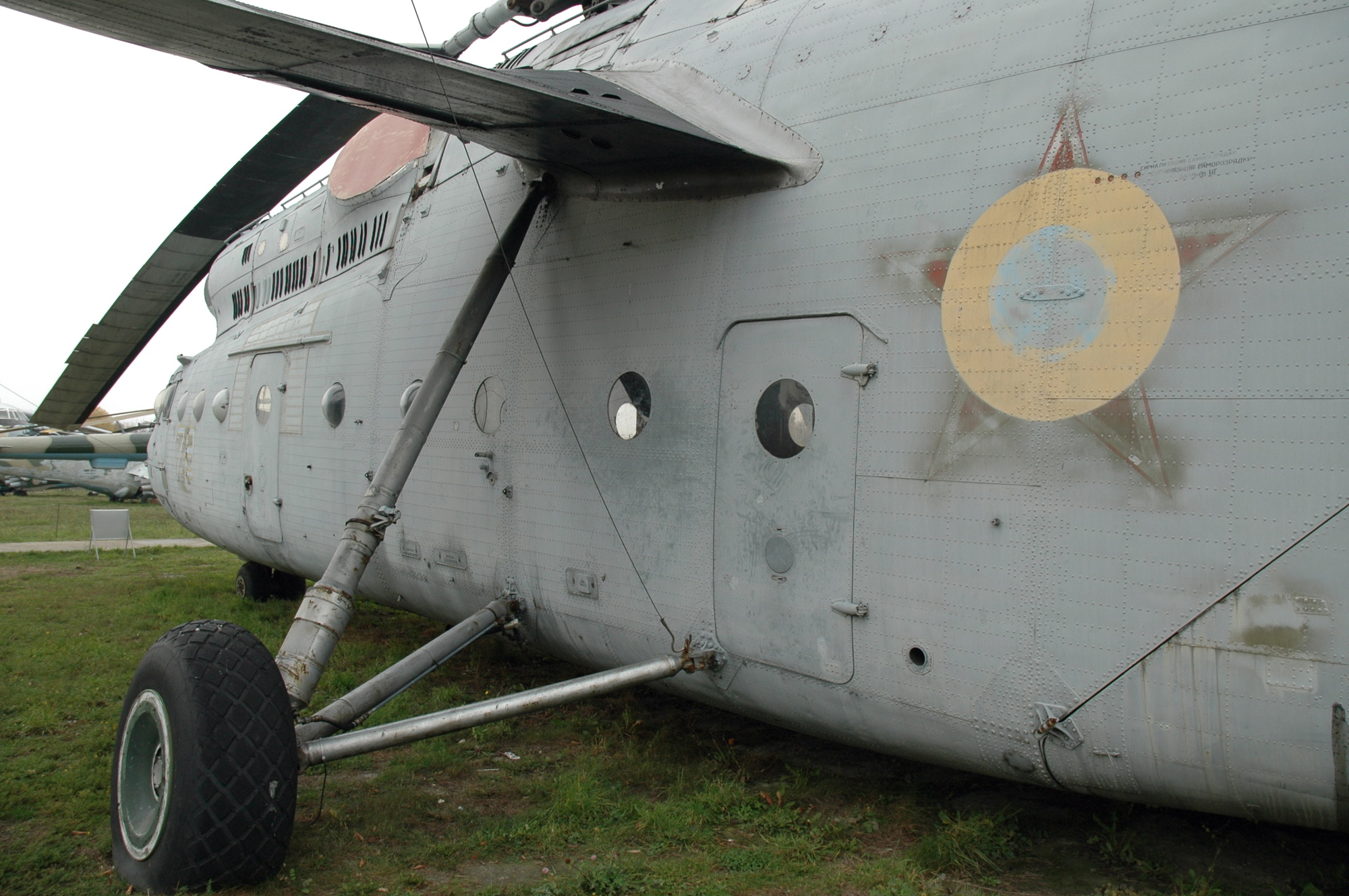
Ми-6А — левый борт и основная стойка шасси. Вертолёт в экспозиции музея г. Киев.

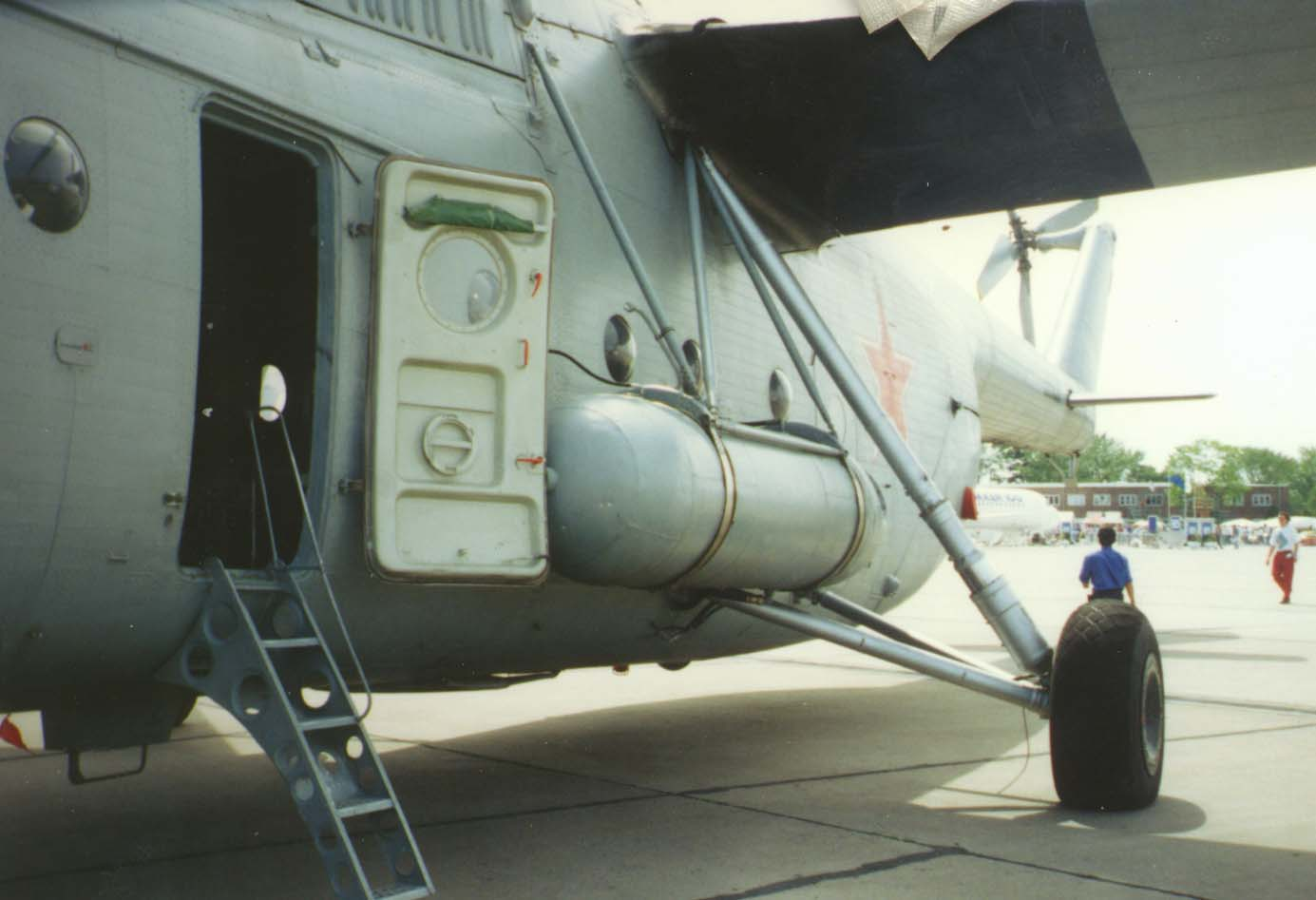
Трап и входная дверь

### Силовая  установка
(информация даётся в соответствии с «Техническим описанием Ми-6А», книга 2, часть 2 изд. 1974 год)
В силовую установку вертолёта входят два двигателя и главный редуктор.
В 1959 году на заводе №168 было построено девять (информация требует проверки) вертолётов Ми-6 с двигателями ТВ-2ВМ. В дальнейшем все вертолёты Ми-6 строились с двигателями Д-25В и главным редуктором Р-7.
Двигатель Д-25В — турбовинтовой двигатель со свободной турбиной. Двигатель имеет девятиступенчатый осевой компрессор, трубчато-кольцевую камеру сгорания, одноступенчатую турбину привода компрессора, двухступенчатую турбину привода вала винта вертолёта, верхнюю и нижнюю коробки приводов навесных агрегатов.. Двигатель оборудован системой автономного запуска, системой топливопитания, системой смазки и суфлирования, системой внутреннего пожаротушения. Каждый двигатель имеет собственную трансмиссию, передающую крутящий момент свободной турбины на главный редуктор и далее на несущий винт. На вертолёте попарно установлено два таких двигателя в отсеке над грузовой кабиной.
Некоторые параметры двигателя Д-25В:
- обороты компрессора на режиме малого газа, об/мин — 5500
- обороты компрессора на номинальном режиме, об/мин — 9670
- обороты компрессора на взлётном режиме, об/мин — 9950
- обороты турбины винта (свободной турбины) на режиме МГ, об/мин — 3400-4000
- обороты турбины винта (свободной турбины) на всех остальных режимах, об/мин — 7800-8300
- время работы двигателя на режиме малого газа, не более — 30 мин
- время работы двигателя на номинальном режиме, не более — 120 мин
- время работы двигателя на взлётном режиме, не более — 6 мин
- максимально допустимая температура газов за турбиной, не более — 650°С

Каждый двигатель имеет собственную систему смазки под давлением, которая предназначена для смазки опор ротора компрессора, подшипников и зубчатых колёс коробки приводов. В маслобак каждого двигателя Д-25В заливается 23 литра минерального масла МС-8, при технической ёмкости бака 39 литров. Маслосистема свободной турбины и редуктора двигателя автономна и связана с маслосистемой главного редуктора.

### Трансмиссия
Состоит из главного редуктора Р-7, промежуточного редуктора ПР-6, хвостового редуктора ХР-6, вала хвостовой трансмиссии, тормоза несущего винта и вала привода вентилятора. Главный редуктор через трансмиссионные валы связан с редукторами двигателей. Промежуточный редуктор передаёт крутящий момент от главного редуктора к редуктору хвостового винта и уменьшает частоту вращения концевого вала. Хвостовой редуктор умешьшает частоту вращения и передаёт вращающий момент на хвостовой винт. 
Маслосистема главного редуктора объединена с маслосистемами свободных турбин двигателей и выделена в отдельную систему смазки. Давление в каждом контуре создаётся собственным маслонасосом, то есть установлен маслонасос редуктора МНР-23 и два маслонасоса МН-7 для смазки турбин и подшипников валов трансмиссии двигателей. Заправочная ёмкость системы главного редуктора — 150÷170 литров маслосмеси, состоящей из минеральных масел МК-22 (МС-20) и МК-8 (или трансформаторного масла) в заданной пропорции, в зависимости от времени года. В дальнейшем при низких температурах окружающей среды стали применять синтетическое масло Б-3В.

### Несущий и хвостовой винты
Несущий винт пятилопастной, цельнометаллической конструкции. Каждый комплект лопастей комплектуется заводом-изготовителем индивидуально и в процессе эксплуатации лопасти не взаимозаменяемые (при повреждении одной лопасти замене подлежит весь комплект винта).
На вертолёт Ми-6 устанавливалось в основном два типа несущего винта (не считая разных экспериментальных и малосерийных), это винт с лопастями черт. В2700-00 и с лопастями черт. В2800-00, так называемые трапециевидные и прямоугольные лопасти. Эти лопасти изготовлены по разной технологии и имеют разные тяговые и эксплуатационные  характеристики. Так, винт с прямоугольными лопастями имеет тягу вне влияния поверхности земли (высота полёта начиная с 45-50 метров) примерно на 1500 кг больше, в то же время винт с трапециевидными лопастями обеспечивает тягу на уровне земли на 1700 кг больше. Однако винт с трапециевидными лопастями имеет ограничение по скорости полёта: на высотах до 2000 метров по прочности лопастей, на высотах свыше 2000 метров - по срыву потока. В эксплуатации трапециевидные лопасти были постепенно вытеснены прямоугольными.
Каждая лопасть (чертёж В2800-00, «прямоугольная») несущего винта состоит из спрофилированного термообработанного стального лонжерона (сталь 40ХНМА) сложной формы, каркаса лопасти из 21 отсека, комлевого и концевого обтекателя; обшивки лопасти по передней кромке из термообработанного дюраля марки Д19А-М и обшивки хвостовых отсеков лопасти из материала АВА-Т1, с сотовым заполнителем пустот из листов алюминиевой фольги толщиной 0,04 мм, которая образует шестигранные сотовые ячейки с размером грани 6 мм.
Каждый лонжерон лопасти загерметизирован и имеет пневматическую систему сигнализации нарушения герметичности, то есть начала разрушения лонжерона, в виде сигнализатора давления воздуха в лонжероне ЭЛ-РП27-1270, установленного в комле лопасти. Внутрь лонжерона всегда закачан атмосферный воздух под давлением, и при появлении сквозной трещины давление воздуха внутри лонжерона падает, что вызывает срабатывание сигнализатора давления и появления красного пояска-индикатора. Внутри балки лонжерона имеется балансировочный груз для выравнивания статических моментов относительно оси вращения отдельных лопастей между собой.
На передней кромке лопасти имеется 21 электрический нагреватель противообледенительной системы несущего винта, схемотехнически все элементы сгруппированы в две секции, отсеки 0-10 и отсеки 11-20. Нагревательный элемент изготовлен из нержавеющей стали и имеет рисунок змейки. Питание нагревательного элемента производится от сети переменного тока напряжением 208 вольт.
Вся конструкция лопасти собрана на клеевых и клёпаных соединениях, применялся клей ВК-3. 
Диаметр несущего винта 35 метров. Лопасти с геометрической линейной круткой от 0 в законцовке до 6′ 09″ в комле. Профиль лопасти сложно-переменный, от NACA-230М (отсеки 0-17) до профиля ЦАГИ в законцовке (отсек №20). 
Масса втулки винта (сухая) 3260 кг. Масса одной лопасти 700 кг.
Хвостовой винт АВ-63Б четырёхлопастной, толкающий, с изменяемым шагом лопастей, реверсивный. Управление шагом винта механическое, педалями из кабины лётчиков. Винт имеет деревянные лопасти (лонжерон из дельта-древесины, силовой набор с заполнением пустот пенопластом и обшивкой из фанеры и ткани). Противообледенительная система лопастей хвостового винта на ранних сериях вертолёта была жидкостной, в дальнейшем заменена на электро-тепловую.
Диаметр хвостового винта 6,3 метра. Профиль дужки лопасти NACA-230. Угол отклонения лопастей от плоскости вращения ±15′. Диапазон поворота лопастей от -15 до +25 град. Масса винта в сборе 593 кг.

### Вентиляторная установка
Предназначена: 
- для охлаждения маслорадиаторов двигателей и главного редуктора;
- для охлаждения генераторов переменного тока и стартёр-генераторов
- для охлаждения воздушного компрессора
- для охлаждения гидронасосов
- для охлаждения выхлопных труб двигателей
- для отопления и вентиляции кабин

Блок вентилятора смонтирован сверху моторного отсека и соединён приводом с главным редуктором. Включает корпус вентилятора, входной направляющий аппарат, крыльчатку вентилятора с поворотными лопатками, карданный вал с рессорой привода вентилятора. Воздух, нагоняемый вентилятором, подаётся через систему трубопроводов и воздуховодов на охлаждение агрегатов вертолёта. Воздух, подаваемый на охлаждение выхлопных труб, используется для нагрева воздухо-воздушных радиаторов системы обогрева кабин вертолёта.

### Система вентиляции и обогрева кабин вертолёта
Для создания экипажу и пассажирам комфортной температуры в полёте на вертолёте Ми-6 смонтирована система отопления, которая работает по принципу отбора тепла от выхлопных труб двигателей вертолёта. Система имеет три фиксированных режима работы: отопление, отопление с вентиляцией и вентиляция. Всё управление системой отопления расположено на рабочем месте бортового техника.
Воздух, поступающий от вентиляторной установки на охлаждение выхлопных труб, направляется на два воздухо-воздушных радиатора, через которые принудительно прогоняется забортный чистый воздух или воздух, забираемый из кабины вертолёта, и далее через систему трубопроводов этот подогретый воздух поступает в кабины, в том числе на обдув остекления. При необходимости только вентиляции атмосферный воздух проходит по необогреваемой части ВВР. Лишний воздух сбрасывается из кабины вертолёта через вентиляционные отверстия на правой грузовой створке. 

### Общевертолётные системы
Управление вертолётом и автопилот
Система управления служит для управления вертолётом путем изменения величины и направления силы тяги несущего и хвостового винтов относительно трёх пространственных осей по курсу, крену и тангажу. Органы управления вертолётом — ручка продольно-поперечного управления, ручка «шаг-газ» и педали путевого управления.
Продольно-поперечное управление осуществляется летчиком, который перемещая ручку управления вызывает соответствующий наклон тарелки автомата перекоса НВ, при этом меняется циклический шаг в различных азимутальных положениях винта. Для создания необходимого градиента усилий, а также для снятия усилий на ручке в установившемся режиме полёта в систему продольно-поперечного управления включены пружинные загружатели с электромагнитными тормозами.
Для изменения общей тяги несущего винта предназначена ручка объединённого управления «шаг-газ». Тяга винта меняется при изменении шага лопастей с одновременным изменением режима работы обоих двигателей при перемещении ручки «шаг-газ». Одновременно с изменением общего шага несущего винта меняется угол установки стабилизатора. В системе управления общим шагом установлен пружинный механизм загрузки с электромагнитным тормозом. Также на вертолёте предусмотрено раздельное управление двигателями, что необходимо при поочерёдном запуске двигателей на земле и может понадобится в воздухе при полёте на одном работающем двигателе. Для коррекции тяги двигателей при неизменном шаге винта на ручке «шаг-газ» имеется поворотная рукоятка коррекции, которая кинематически связана только с топливными насосами-регуляторами двигателей.
Для автоматического поддержания стабильных оборотов несущего винта в полёте применяется стабилизатор оборотов винта (СОВ) с исполнительным механизмом — комбинированным агрегатом управления КАУ-30Б, с пружинной тягой в системе управления двигателями.
Путевое управление осуществляется педалями, перемещая которые лётчик меняет шаг лопастей хвостового винта и его тягу. В системе путевого управления установлен гидравлический демпфер, создающий дополнительные усилия на педалях. 
На вертолёте установлен четырёхканальный автопилот АП-31 (затем АП-34Б), обеспечивающий стабилизацию полёта по направлению, крену, курсу, тангажу и высоте. Пользоваться автопилотом на высотах полёта менее 100 метров запрещено.
Для непосредственного управления (от лётчика) шагом лопастей НВ и РВ на вертолёте установлены необратимые гидроусилители — рулевые привода РП-28, которые одновременно являются исполнительными механизмами автопилота. При этом используются два режима управления вертолётом:
- ручное управление
- комбинированное управление

В первом случае управление полётом вертолёта полностью возложено на летчика. При комбинированном управлении выполняется полёт с коррекцией от автопилота (так называемый режим частичной стабилизации), причём автопилот может перемещать шток любого рулевого привода только в пределах ±10% от общего хода привода, в целях безопасности. В канале курса от АП разрешён полный ход штока РП, но при этом лётчику запрещено в течение всего полёта снимать ноги с педалей путевого управления.
На вертолёте имеется два спаренных поста управления на рабочем месте командира и рабочем месте правого лётчика. Для передачи усилий от постов к рулевым приводам применяются почти везде жесткие трубчатые тяги, кроме тросовой проводки управления хвостовым винтом и стабилизатором на конечном участке. 
Для фиксации несущего винта от проворачивания при стоянке вертолёта, а также для сокращения времени выбега (самовращения) винта при выключении двигателей на вертолёте в системе управления применяется тормоз винта. Механизм тормоза установлен на главном редукторе и представляет собой колодочный барабанный тормоз, который фиксирует вал хвостового винта от проворачивания. Ручка управления тормозом винта имеется только на рабочем месте командира.
Топливная система вертолёта состоит из 11 мягких резиновых баков, электрических центробежных насосов подкачки, электронной топливоизмерительной аппаратуры, двух расходомеров, трубопроводов, кранов, фильтров, клапанов, а также системы нейтрального газа. Основные баки делятся на пять групп расхода.
Помимо основных баков, на вертолёт можно установить два подвесных бака по бокам фюзеляжа и два аналогичных бака на ложементы в грузовой кабине.
Для измерения количества топлива, сигнализацию заправки топливом, автоматической выработки топлива по группам баков и сигнализации аварийного остатка топлива служит электроёмкостный топливомер СЭТС-230Б. Датчики топливомера установлены во всех баках вертолёта, включая подвесные и дополнительные. Заправка топливом вертолёта производится через пять заливных горловин, также вертолёт оборудован агрегатом заправки, т.н. бортовым топливозаправщиком, который позволят заправлять вертолёт из различных топливных ёмкостей на аэродроме. Перекачка топлива из аэродромных ёмкостей производится электрическим топливным насосом агр. 495Б. Этот же агрегат можно использовать при перекачке топлива из баков вертолёта в какие-либо емкости или технику на аэродроме (посадочной площадке).
Мягкие баки изготовлены из керосиностойкой резины 203Б и оклеены для прочности двумя слоями капрона. Часть баков протектирована слоем резины Р-29 толщиной 0,5 мм. Все мягкие баки монтируются в контейнерах. Подвесные баки цилиндрической формы сварены из материала АМц-М, они крепятся к специальным съёмным сёдлам (ложементам), подвешенным с помощью подкосов к бортам фюзеляжа. Два таких же бака по аналогичной системе можно установить в грузовой кабине.
В качестве топлива применяется авиационный керосин Т-1, Т-2, ТС. Полная заправка вертолёта без дополнительных баков при плотности топлива 0,785 составляет 10010 кг.
Система нейтрального газа служит для предотвращения образования в топливных баках взрывоопасной смеси паров керосина с кислородом. В качестве нейтрального газа используется обезвоженная углекислота, закачанная под давлением 170 кг/см³ в три баллона ОСУ-5, смонтированные над потолком грузовой кабины. Включение системы производится с рабочего места борттехника, при этом происходит подрыв пироголовок баллонов и углекислота через понижающий редуктор поступает в верхнюю часть баков.
Гидравлическая система
Состоит из основной гидросистемы, дублирующей гидросистемы и вспомогательной гидросистемы.
Основная система обеспечивает работу рулевых приводов системы управления:
- гидропривода поперечного управления РП-28Л
- гидропривода продольного управления РП-28П
- гидропривода путевого управления РП-28ЛХ
- гидропривода управления общим шагом НВ РП-28УШ
- комбинированного агрегата управления в системе управления двигателями КАУ-30Б

Дублирующая гидросистема является аварийной и дублирует работу основной гидросистемы в случае её отказа. По своим параметрам дублирующая система полностью аналогична основной. При включении дублирующей системы в работу автопилот автоматически выключается из контура управления.
Вспомогательная гидросистема предназначена для:
- работы гидродемпфера хвостового винта
- открытия/закрытия трапов и створок грузовой кабины
- открытия/закрытия трапов капотов моторного и редукторного отсеков
- регулировки сидения лётчика по высоте и наклону спинки
- работы стеклоочистителей передних стекол кабины лётчиков
- управления замком-вертлюгом внешней подвески груза
- освобождения от фиксации ручки «шаг-газ»
- управления створками люка спецустановки
- автоматического поворота на закрытие лопаток вентилятора при пожаре на борту вертолёта

Давление во всех системах создаётся четырьмя шестеренчатыми гидронасосами НШ-2С на приводах главного редуктора. Два насоса создают давление в основной системе, один в дублирующей, и один — во вспомогательной. Производительность одного насоса — 40 литров в минуту. Большинство агрегатов гидросистем объединено в гидроблок, смонтированный в редукторном отсеке вертолёта. Рабочей жидкостью во всех гидросистемах служит гидравлическое авиационное масло АМГ-10. Рабочее давление во всех системах лежит в пределах 150÷155±5 кгс/см2. Заправочная ёмкость двух гидробаков составляет 2х45 литров, при общей ёмкости всей гидросистемы — 150 литров. 
Воздушная система
Предназначена для управления тормозами колёс главных ног шасси, механизмом перепуска воздуха из компрессоров двигателей и заслонками горячего и холодного воздуха в системе отопления и вентиляции кабин. Рабочее давление воздуха в системе 50÷4 кгс/см3, емкость баллонов 2х32 литра. В качестве емкостей для сжатого воздуха используются пустотелые верхние части амортизационных стоек шасси. Система заряжается перед полётом до рабочего давления через зарядный штуцер от наземного источника, в полёте давление поддерживается поршневым компрессором типа АК-50Т, установленным на левом двигателе.

### Вооружение вертолёта и десантно-транспортное оборудование
В кабине штурмана вертолёта могла быть смонтирована пулемётная установка НУВ-1М(К) — 12,7 мм авиационный крупнокалиберный пулемёт А-12,7 конструкции Н. М. Афанасьева. Пулемёт имел скорострельность 1100 выст/мин, начальную скорость пули 840-860 м/сек, вес пулемёта без ленты 25 кг. Для возможности работы с пулемётом кресло штурмана перемещалось по рельсам в крайне-заднее положение.
Для отстрела сигнальных ракет на вертолёте имелись две кассеты ЭКСП-39 (или ЭКСР-46), с управлением от штурмана.
Для всех членов экипажа предусмотрены спасательные парашюты С-4 с прибором принудительного раскрытия КАП-3М.
Для перевозки людей в грузовой кабине вертолёта могли монтироваться сидения в 4 ряда на 60 (61) человек, или крепления для носилок для перевозки 41 лежачего больного (раненого).
Система внешней подвески грузов состоит из четырёх подкосов, замка-вертлюга, троса с наконечниками и удлинителей троса, крюка-карабина, грузовых стропов со скобами,  замка с саморасцепкой, электролебёдки с пультом дистанционного управления, механизма подтяга троса, гидропанели и концевых выключателей.
В центральной части внутри грузовой кабины монтируется специальная ферма, на которой крепится замок-вертлюг. Для прохода троса в полу вертолёта имеется люк 1,25х1,63 м. На полу грузовой кабины вертолёта между шпангоутами №1 и №2 установлена электролебёдка ЛПГ-3, которая работает на внешнюю подвеску грузов. Взлётный вес вертолёта с грузом на внешней подвеске ограничен тяговыми возможностями силовой установки и не должен превышать 36 тонн. Если предполагается зависать с грузом на высоте 25 м и ниже, то взлётный вес вертолёта может быть увеличен до 37,5 тонн (Ми-6А — 38,4 т). Максимальный вес груза на внешней подвеске до 8 тонн. Длина стандартного троса подвески предусматривает 4 варианта: 10 метров, 16 метров, 20 метров и 26 метров.

### Авиационное оборудование
На момент своего создания вертолёт Ми-6 был весьма прилично электрифицирован. В техническом описании говорится о наличии на борту порядка 1400 электрических агрегатов.
Электрооборудование вертолёта выполнено по однопроводной схеме с минусом на массе. Применяемые провода : БПВЛ. БПВЛЭ, теплостойкий провод в фторопластовой изоляции ПТЛЭ-200 и алюминиевые силовые провода БПВЛА. Сечение электропроводки варьируется от 0,5 до 70 мм².
Основная сеть вертолёта постоянного тока. Источниками электроэнергии являются два стартёр-генератора СТГ-12ТМ серии 3, по одному на каждом двигателе, а также регулирующая и защитная аппаратура генераторов. Генераторы отдают в сеть напряжение 27в ± 10% при нормальном напряжении на клеммах генератора 28,5 в.  Мощность каждого генератора 12 кВт.
Оба генератора при нормальном полёте работают в параллель. Мощности одного любого генератора достаточно для безопасного завершения полётного задания. Вся сеть для обеспечения живучести разбита на шины нормального питания, шины двойного питания и аккумуляторные шины.
Также от сети постоянного тока питаются рабочие и резервные источники низковольтного переменного тока — электромашинные преобразователи П0-1500 и ПТ-500Ц, для питания аппаратуры вертолёта.
Начиная с 1963 года на вертолёт стали монтировать турбогенератор АИ-8, который предназначался для длительного питания потребителей вертолёта на необорудованных площадках, для чего использовался установленный на турбогенераторе генератор постоянного тока ГС-24А. Агрегат АИ-8 смонтирован на левой створке грузового люка. Генератор ГС-24А допускает непрерывную работу на сеть вертолёта в течение полутора часов при отдаваемом токе 600 ампер, после чего разрешается до восьми включений стартёр-генераторов двигателей на запуск.
Для кратковременного питания оборудования на земле на борту вертолёта имеются два свинцовых кислотных аккумулятора 12САМ-55 (2х2 батареи 6САМ-55, 2х55 А·ч, 24 вольта). От аккумуляторов производится автономный запуск первого (левого) двигателя, при этом стартёр-генератор этого двигателя работает в стартерном режиме. Запуск второго двигателя производится при параллельном питании от аккумуляторов и питании от стартер-генератора первого двигателя, что снижает нагрузку на аккумуляторы. Один аккумулятор в стартерном режиме способен отдать ток 1500 ампер, обеспечивая до пяти попыток запуска двигателя (при температуре +25 градусов).
Для подключения аэродромного источника постоянного тока на левом борту вертолёта имеются два стандартных штепсельных разъёма ШРАП-500, что позволяет не расходовать ресурс аккумуляторных батарей при наземной отработке систем вертолёта и при запуске его двигателей.
Сеть переменного тока — это система трёхфазного переменного тока с линейным напряжением в сети 360 вольт с частотой 400 гц (фазным — 208 вольт), с изолированной нейтралью. Источниками электроэнергии служат два синхронных генератора СГС-90/360, с приводом от одного вала на главном редукторе. Оба генератора работают синфазно на параллельную нагрузку. Мощность одного генератора составляет 90 кВ·А. Основное назначение этих генераторов — это питание мощных нагревательных элементов противообледенительной системы вертолёта. При отказе электромашинных преобразователей сетей 115 и 36 вольт от сети этих генераторов питаются силовые понижающие трансформаторы ТС/1-2 и ТС/3-0,5.
Сеть однофазного тока напряжением 115 вольт предназначена для питания различной аппаратуры и приборов на борту вертолёта. Источником электроэнергии служит однофазный преобразователь ПО-1500 (долговременная мощность 1500 В·А), подключенный к сети 27 вольт. При отказе преобразователя сеть 115 вольт получает питание от силового трансформатора ТС/1-2 мощностью 2 кВ·А. Для подключения этой сети к наземному источнику без запуска преобразователя на левом борту вертолёта имеется штепсельный разъём аэродромного питания ШРА-200ЛК. Для проверки манометров контроля работы двигателей и трансмиссии, а также топливомеров при неработающем преобразователе ПО-1500 и отсутствии аэродромного питания однофазным током на часть шины 115 вольт подключен маломощный преобразователь ПО-250.
Сеть трёхфазного переменного тока 36 вольт 400 герц запитывается от электромашинного преобразователя типа ПТ-500Ц (0,5 кВ·А). К этой сети подключены: курсовая система, автопилот, авиагоризонты, астрокомпас. При отказе преобразователя сеть получает питание через силовой трёхфазный трансформатор ТС/3-0,5. Для питания запасного авиагоризонта АГК-47В служит преобразователь ПАГ-1ФП.
Значительная часть изделий и аппаратуры электроснабжения размещается в отсеке под полом кабины экипажа, управление бортсетью сосредоточено на рабочем месте бортового техника вертолёта.
Потребители оборудования вертолёта.
- система автоматического запуска двигателей вертолёта
- система управления расходом топлива, в т.ч. электроёмкостный топливомер СЭТС-230Б и расходомер РТМС-1,8Б
- противообледенительная система вертолёта
- радиоэлектронные и радиотехнические системы вертолёта
- системы авиационного оборудования вертолёта

Приборное оборудование вертолёта
- - астрокомпас ДАК-Б
  - гирополукомпас ГПК-52В
  - гироиндукционный компас ГИК-1
  - секстант ИАС-1М
  - бортовой визир АБ-52
  - авиагоризонт АГК-47В (АГД-1)
  - анероидно-мембранные приборы
  - приборы контроля винтомоторной установки
  - и др.

### Радио и радиотехническое оборудование
Радиосвязное оборудование:
- командная УКВ радиостанция РСИУ-4В (Р-801В) или Р-802В или Р-832М
- КВ радиостанция 1-РСБ-70 (Р-807)
- переговорное устройство СПУ-7

Радионавигационное оборудование:
- радиокомпас АРК-5 (АРК-9)
- радиокомпас АРК-У2
- радиовысотомер РВ-2 (РВ-3)
- маркерный радиоприёмник МРП-56П
- радиоприёмник Р-852
- приводная станция ПДСП-2С

Радиотехническое оборудование:
- самолётный магнитофон МС-61Б
- система регистрации режимов полёта МСРП-12
- рентгенометр ДП-3Б

## Производство
Первый опытный вертолёт № 0030001 был построен в октябре 1956 года на опытном производстве ОКБ-329 — это завод №329, также имевший номерное наименование — «Почтовый ящик п/я 1506». Вертолёт был оснащён двумя двигателями ТВ-2ВМ и не имел крыльев. Этот вертолёт использовался для испытаний и установления рекордов. Он был в эксплуатации 4 года, и в 1961 году был списан.
Вертолёт № 0030002, построен в 1958 году на заводе №329. Второй лётный экземпляр с крылом. Списан в 1961 году.
Серийный выпуск Ми-6 был развёрнут за два года до окончания государственных испытаний, одновременно на двух предприятиях: Московском заводе № 23 и Ростовском заводе № 168. Для доводки и модификации вертолёта на Ростовском заводе был развёрнут филиал ОКБ Миля.
В Москве было выпущено 50 Ми-6 в период с 1960 по 1962 гг., затем завод был переориентирован на выпуск ракетно-космической техники. Первый вертолёт серийный № 01-01, зав №0030101В был построен в 1960 году, использовался для заводских испытаний. Он получил регистрационный № СССР-06174. После окончания эксплуатации был установлен в качестве экспоната в Монино.
В 1959 году на Ростовском заводе № 168 были выпущены первые 9 вертолётов Ми-6. Выпуск Ми-6 в Ростове продолжался до 1980 года, когда ему на смену пришёл Ми-26. С 1959 по 1980 год на предприятии было выпущено 874 Ми-6.
Всего было построено 926 вертолётов типа Ми-6.

## Лётно-технические характеристики[6][7]
- взлётный вес вертолёта

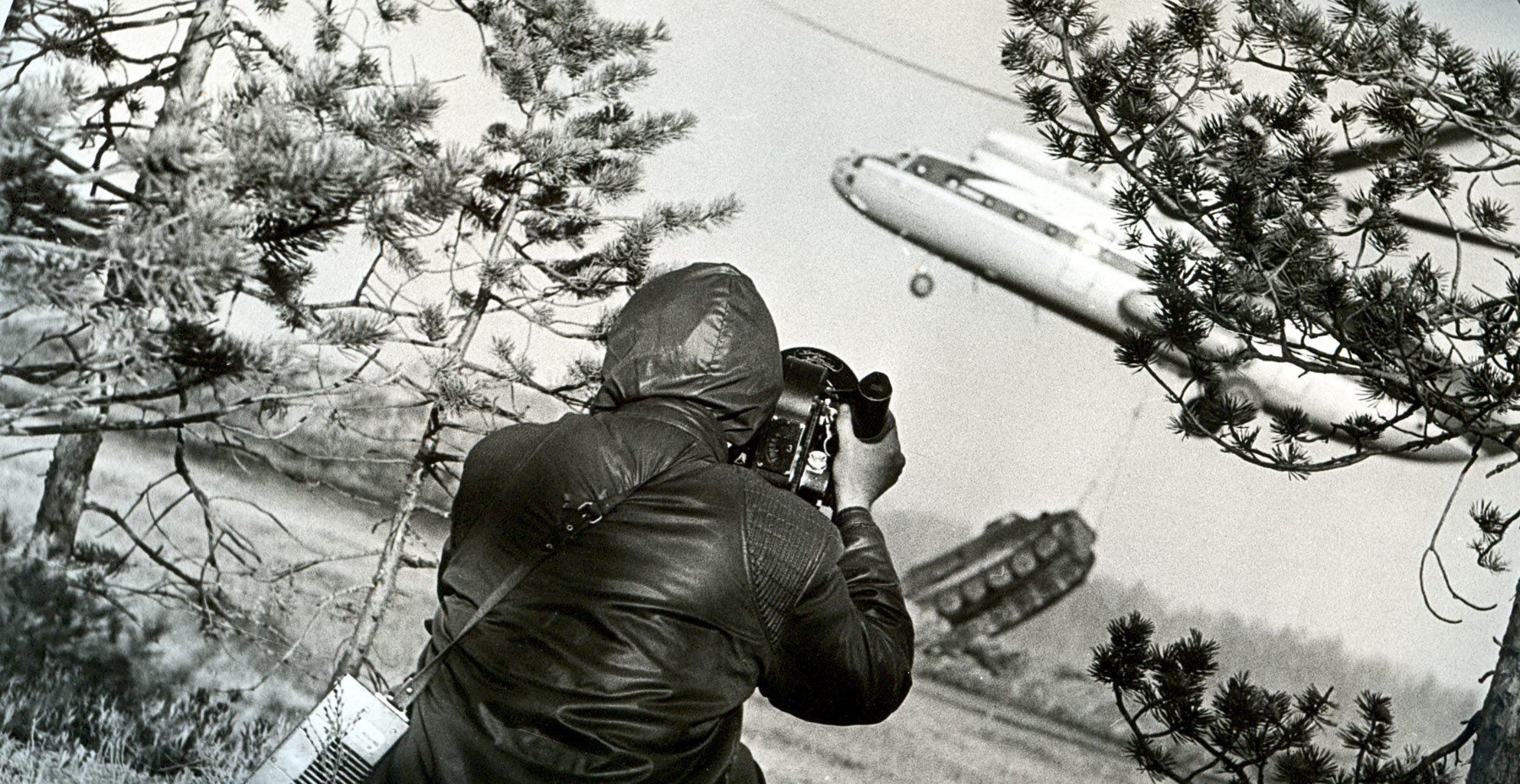
Тюменская область, съёмки фильма «На земле и в небе» по заказу Ростовского вертолётного завода

  - нормальный — 40000 кг (Ми-6А — 40500 кг)
  - максимальный — 42000 кг (Ми-6А — 42500 кг)
  - предельно допустимый — 44000 кг
- максимальный вес перевозимого груза
  - при полной заправке, взлётный вес вертолёта 44 тонны — 9016 кг
  - с ограничением заправки ~ минус 4 тонны, в пределах допустимого взлётного веса 42-44 тонны — 12000 кг
  - груз на внешней подвеске, с максимальным взлётным весом вертолёта 38400 кг — до 8000 кг
- максимально допустимая скорость полёта по прибору на высоте 50 метров с нормальным взлётным весом, км/ч — 300
- максимально допустимая скорость полёта по прибору на высоте 50 метров с максимальным взлётным весом, км/ч — 250
- минимально допустимая скорость полёта по прибору на высоте 50 метров с нормальным взлётным весом, км/ч — 80 (ограничение введено по тряске вертолёта)[8]
- крейсерская приборная скорость на высоте 50 метров — 200-250 км/ч (в зависимости от типа несущего винта)
- максимально допустимая высота полёта с нормальным взлётным весом — 4500 метров
- статический потолок, м: отсутствует[8]
- максимально допустимый крен при нормальном взлётном весе, не более — 30°
- наибольшая дальность полёта вертолёта с взлётным весом 40 тонн (полная заправка и груз в кабине 6 тонн) на высоте 500 метров — 580 км
- наибольшая дальность полёта вертолёта с взлётным весом 40 тонн (полная заправка и груз в кабине 6 тонн) на высоте 2÷3 тыс. метров — 605 км
- приборная скорость крейсерского полёта на всех высотах — 130÷140 км/час
- Продолжительность непрерывного полёта с нормальным взлётным весом 40 тонн и полной внутренней заправкой ~ 2 часа 50 мин
- Продолжительность непрерывного полёта с нормальным взлётным весом 40 тонн, с полной внутренней заправкой и подвесными баками ~ 3 часа 30 мин

Силовая установка
- двигатель
  - маршевые двигатели — 2 x ГТД Д-25В
- вспомогательная силовая установка — АИ-8
- емкость топливной системы (внутренние баки) — 8150 литров (8090 литров Ми-6А)
- емкость топливной системы (внутренние баки, подвесные баки и дополнительные баки в грузовой кабине) — 17150 литров

Геометрические размеры вертолёта:
- Длина вертолёта по фюзеляжу и хвостовой балке, м: 33,165
- Длина вертолёта по контуру законцовок работающих винтов, м: 41,739
- Высота стояночная, м: 9,156
- Стояночный угол — 2°
- Ширина фюзеляжа наружная, м: 3,2

Внутренние размеры грузовой кабины:
- Длина, м: 12
- Высота, м: 2,65
- Ширина, м: 2,5

Экипаж — шесть человек (для ВВС, в ГА — пять)
- командир экипажа
- помощник командира экипажа — правый лётчик
- штурман
- бортовой радист
- бортовой техник
- бортовой механик

## Модификации

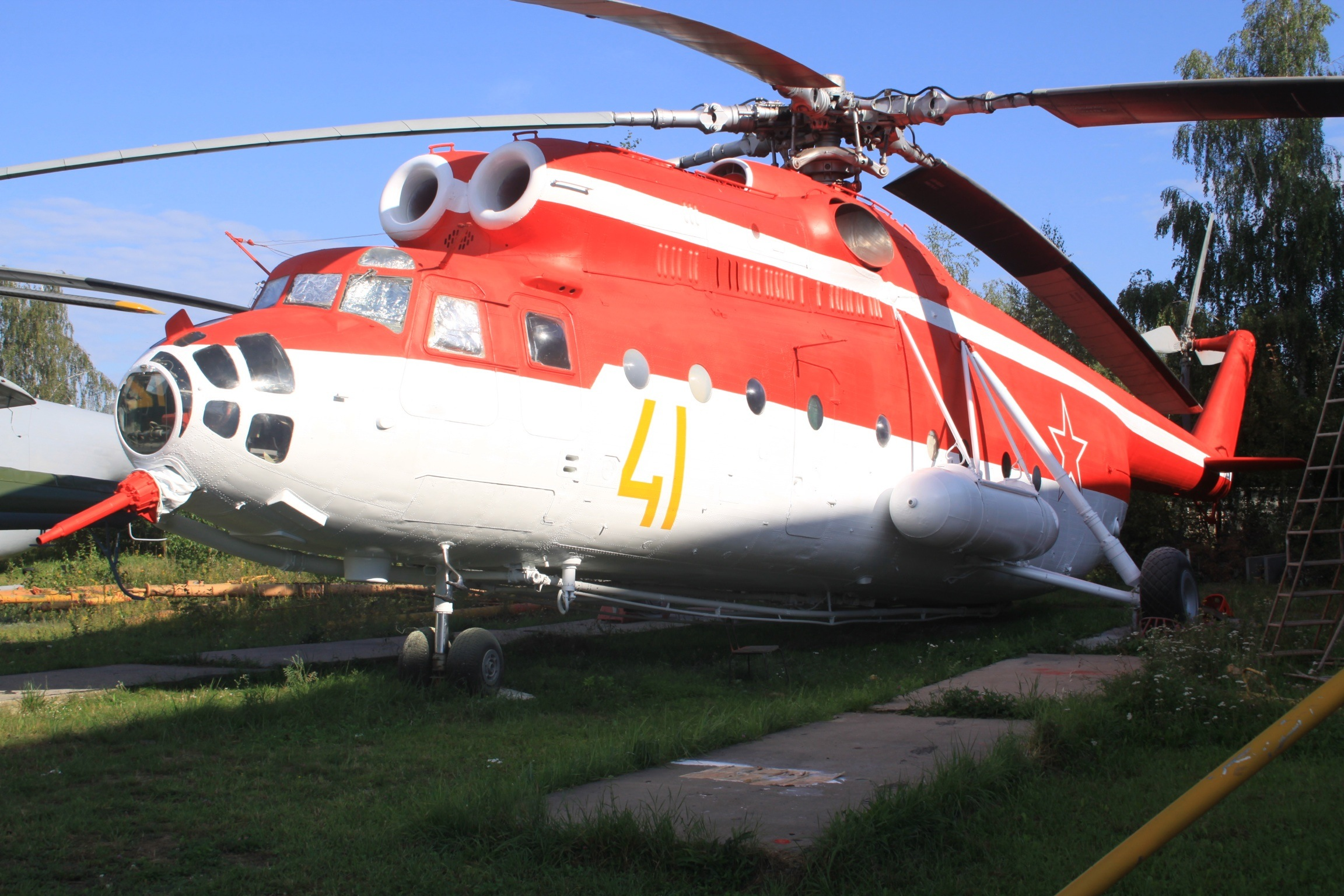
Ми-6ПЖ в экспозиции музея Монино.

| Название модели        | Краткие характеристики, отличия |
| ---------------------- | --- |
| Ми-6А                  | Новая базовая модификация вертолёта, созданная в 1971 году в результате многочисленных доработок |
| Ми-6АТЗ                | Топливозаправщик наземной техники на базе транспортного вертолёта Ми-6А. Мог транспортировать до 7400 литров топлива. Возможно использовать для перевозки авиационного горючего. Строился серийно с 1973 года. |
| Ми-6АПС                | Опытный поисково-спасательный вертолёт для поиска и эвакуации космонавтов. Программа выполнялась в период 1973-1977 гг. О фактическом применении вертолёта данных нет. |
| Ми-6ВКП                | Воздушный командный пункт боевого управления войсками общевойсковой или воздушной армий. Первый опытный экземпляр был переоборудован силами 535-го АРЗ в Конотопе в 1975 году. По результатам испытаний было переоборудовано ещё 36 вертолётов. Особенностью этого ВзКП было в том, что для полноценного развёртывания командного пункта требовалась посадка вертолёта.                                                   |
| Ми-6М                  | Проект вертолёта противолодочной обороны. Работы над проектом начались в 1958 году, было переоборудовано два вертолёта, один под средства поиска и поражения ПЛ, на втором отрабатывалась опускаемая ГАС. Проект развития не получил. |
| Ми-6М                  | Второй проект под тем же обозначением. Разработка велась в соответствии с постановлением правительства от 28 ноября 1967 года, в рамках создания сверхтяжёлого вертолёта В-12 |
| Ми-6П                  | Пассажирская модификация вертолёта, созданная в 1965 году в единственном экземпляре. Демонстрировался на авиасалоне в Париже. По прямому назначению никогда не использовался. |
| Ми-6ПЖ                 | Пожарный вариант на 12 тонн воды. Был переоборудован один вертолёт в 1967 году. Демонстрировался на выставке в Париже. 6 августа 1967 года потерпел катастрофу при тушении пожара на юге Франции. |
| Ми-6ПЖ-2               | Второй вариант пожарного вертолёта, был построен в единственном экземпляре. В 1972 году принимал участие в тушении лесных пожаров в Подмосковье. |
| Ми-6ПП                 | Постановщик помех системам радиотехнической разведки и обнаружения типа АВАКС. Серийно не выпускались. |
| Ми-6ПРТБВ              | Подвижная ракетно-техническая база (РТБ) вертолётного типа: транспортировка боевых частей и подготовка к применению ОТРК 8К11 и 8К14. Вертолёт создавался в соответствии с постановлением правительства № 722-344 от 5 июля 1958 г. С 1960 года вертолёты поступали на вооружение 340-го отдельного вертолётного полка |
| Ми-6ПС                 | Поисково-спасательный вертолёт для поиска и эвакуации экипажей космических кораблей. Переоборудован один вертолёт в 1968 году. |
| Ми-6РВК                | Ракетно-вертолётный комплекс: транспортировка вертолётом специально разработанного (облегчённого) ракетного комплекса «Луна-МВ». В 1965 году поступил к опытной эксплуатации |
| Ми-6ТЗ                 | Топливозаправщик для сухопутных войск и авиации. |
| Ми-22 (изделие «50АЯ») | Воздушный командный пункт, позволял работать как с земли, так и в полёте. Имел на борту комплекс радиосвязи «Яхонт», аппаратуру уплотнения каналов связи П-303 и П-317, КВ-радиостанции Р-111, Р-847 с приемником Р-876, Р-130 и Р-140, дециметрового и метрового диапазонов Р-831М1, Р-802ВЯ и радиорелейную УКВ станцию Р-409. Впоследствии вертолёт был модернизирован в Ми-22А, серийно выпускался в Ростове-на-Дону. |

## Мировые рекорды
В 1961 году Ми-6 стал первой в мире винтокрылой машиной, преодолевший скорость 300 км/ч, считавшейся в то время предельной для вертолётов. Всего на вертолёте Ми-6 установлено 16 мировых рекордов.
| Дата установления рекорда | Экипаж вертолёта | Описание |
| ------------------------- | --- | --- |
| 30 октября 1957 года      | Пилотировал: Р. И. Капрэлян Второй пилот: Герман Г. В. Борттехник: Ф. С. Новиков                                                                      | В одном полёте установлены два рекорда: груз массой 12 000 кг был поднят на высоту 2432 м и установлен рекорд высоты полёта 2432 м с грузом массой более 10 т.                                        |
| 16 апреля 1958 года       | Пилотировал: С. Г. Бровцев Второй пилот: П. И. Шишов Бортинженер: В. Ф. Коновалов                                                                     | Установлен рекорд грузоподъёмности: груз массой 5000 кг был поднят на высоту 5584 м. |
| 16 апреля 1958 года       | Пилотировал: Р. И. Капрэлян Второй пилот: Н. В. Лешин                                                                                                 | Установлен рекорд грузоподъёмности: груз массой 10 000 кг был поднят на высоту 4885 м. |
| 21 сентября 1959 года     | Пилотировал: Б. В. Земсков Второй пилот: П. И. Шишов Штурман: С. И. Клепиков Бортинженер: С. Г. Бугаенко                                              | Установлен рекорд скорости полёта 268,92 км/ч по замкнутому 100-км маршруту (Тушино — Истра — Голицыно — Тушино).                                                                                     |
| 21 сентября 1961 года     | Пилотировал: Н. В. Лешин Второй пилот: В. П. Колошенко Бортинженер: Ф. С. Новиков                                                                     | Установлен рекорд скорости полёта 320 км/ч, что было на 10 км/ч выше рекорда американского вертолёта S-61, установленного 17 мая 1961 года.                                                           |
| 11 сентября 1962 года     | Пилотировал: В. П. Колошенко Второй пилот: Г. Р. Карапетян Штурман: С. И. Клепиков Бортинженер: В. И. Щербинин Бортрадист С. И. Иванов                | В одном полёте были установлены четыре рекорда: скорости полёта 284,534 км/ч по замкнутому 1000-км с грузом 1000, 2000 и 5000 кг, а также скорости полёта 294 км/ч по маршруту 500 км.                |
| 13 сентября 1962 года     | Пилотировал: Р. И. Капрэлян Второй пилот: Н. В. Лешин Бортинженер: С. И. Бугаенко Ведущий инженер по лётным испытаниям: B.C. Отделенцев               | В одном полёте установлено три рекорда: высоты полёта 2738 м с грузом 15 000 кг и 20 000 кг, и подъёма максимального груза 20 117 кг на высоту 2000 м.                                                |
| 15 сентября 1962 года     | Пилотировал: Б. К. Галицкий Второй пилот: В. Козырев Штурман: М. Харитонов Бортинженер: К. Матвеев Бортрадист: С. Рыбалко Ведущий инженер: Ю. Коншеев | В одном полёте установлено четыре рекорда: достигнута скорость полёта 300,377 км/ч по замкнутому 1000-км с грузом 1000 и 2000 кг, а затем скорость полёта 315,657 км/ч по замкнутому 500-км маршруту. |
| 26 августа 1964 года      | Пилотировал: Б. К. Галицкий Второй пилот: н/д Штурман: н/д Бортинженер: н/д                                                                           | Установлен рекорд скорости полёта 340,15 км/ч по замкнутому маршруту протяжённостью 100 км |

## Эксплуатанты

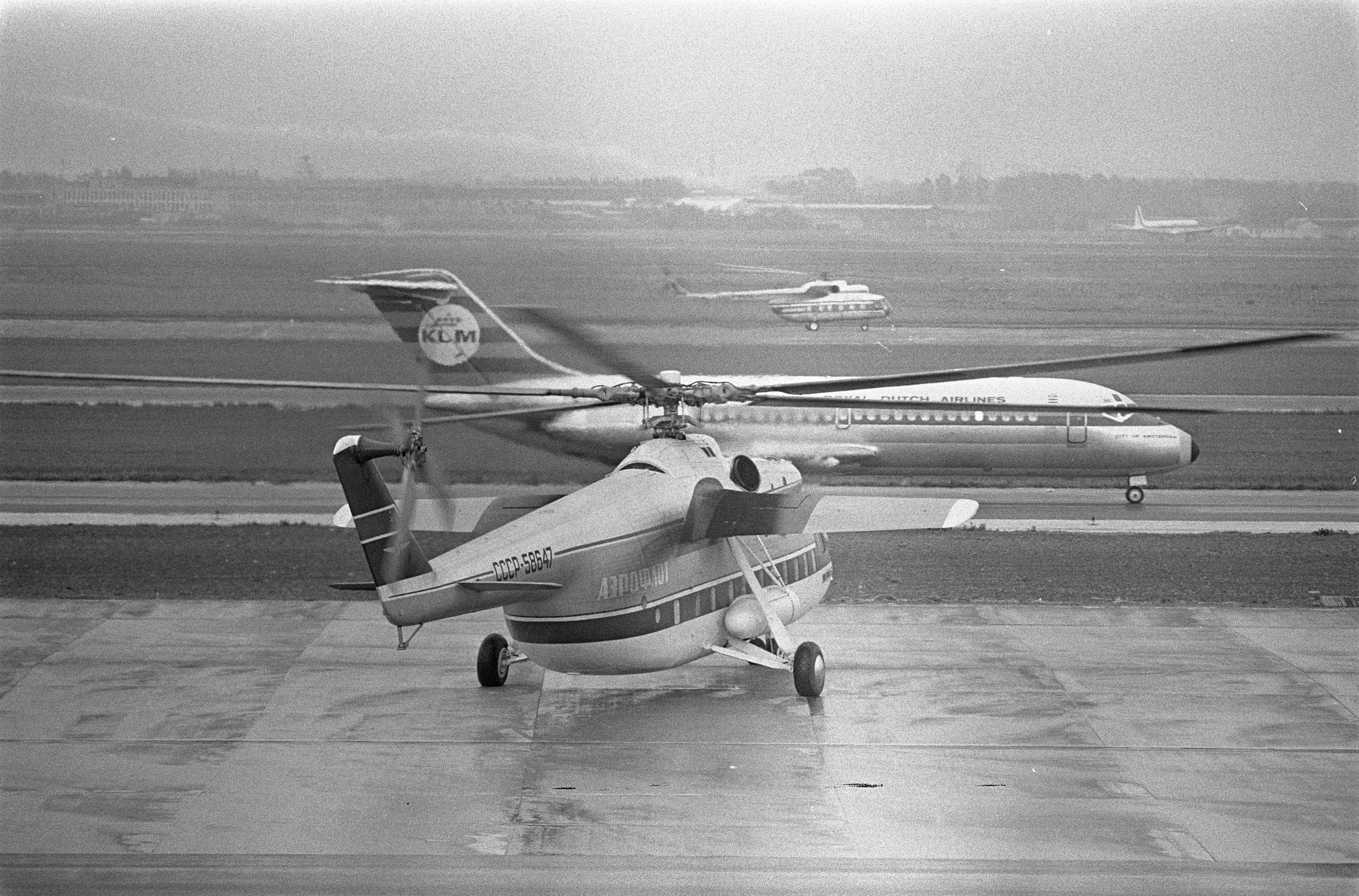
Вертолёт Ми-6 регистрационный номер CCCP-58647 в аэропорту Схипхол, Нидерланды, 1967 год

### Текущие
- Узбекистан — 26 единиц Ми-6 и 2 единицы Ми-22 (Ми-6АЯ), по состоянию на 2016 год[10]
- Лаос — одна единица Ми-6 по состоянию на 2016 год[11]

### Бывшие военные
- СССР
- Алжир — 4 — 5 единиц Ми-6Т поставлено из СССР в 1972 году[12]
- Беларусь — несколько единиц Ми-6 по состоянию на 2013 год
- Вьетнам — 10 единиц Ми-6Т поставлено из СССР в 1966 и 1970 годах[12]
- Египет — 19 единиц Ми-6Т поставлено из СССР в 1965 и 1971 годах[12]
- Индонезия — 8 единиц Ми-6Т поставлено из СССР в 1965 году[12]
- Ирак — от 10 до 13 единиц Ми-6Т поставлено из СССР в 1973 году[12]
- Пакистан — 1 единица Ми-6Т поставлена из СССР в 1968 году[12]
- Перу — от 6 до 16 единиц Ми-6Т поставлено из СССР в период с 1971 по 1972 годы[12]
- Польша — 3 Ми-6 состояли на вооружении ВС Польши в 1986—1990 гг; 2 вертолёта были проданы Украине и 1 был передан в музей авиации[13]
- Россия — 10 единиц Ми-6 по состоянию на 2013 год[14]
- Сирия — 10 единиц Ми-6Т поставлено из СССР в период с 1972 по 1973 годы[12]
- Эфиопия — от 4 до 10 единиц Ми-6Т поставлено из СССР в 1978 году[12]

### Гражданские
- СССР
  - «Аэрофлот»
- Польша — 3 Ми-6А эксплуатировались в 1974—1985 гг[источник не указан 4025 дней]

## Авиакатастрофы и происшествия
| Дата       | Бортовой номер | Место катастрофы                                                                      | Погибло/всего на борту | Краткое описание |
| ---------- | -------------- | ------------------------------------------------------------------------------------- | ---------------------- | --- |
| 29.12.1962 | н.д.           | г. Торжок                                                                             | 3/7                    | Испытательный полёт. На высоте 3000 метров началась течь масла из редуктора, переросшая в пожар. 4 члена экипажа спаслись с парашютами. |
| 21.10.1965 | н.д.           | п. Увельский, Челябинская область                                                     | 6/6                    | Во время облёта вертолёта после ремонта, после набора высоты в районе аэродрома над поселком Увельский загорелся двигатель. Командир экипажа принял решение увести горящую машину от жилых домов. Вертолёт рухнул на окраине посёлка. Экипаж погиб. |
| 02.07.1967 | 11289          | Сургут                                                                                | 9+0/5                  | Столкнулся с Ан-2. Совершил благополучную посадку, Ан-2 разбился. |
| 06.08.1967 | 06174          | близ Марселя                                                                          | 9/9                    | При тушении лесного пожара на вертолёте Ми-6 погиб выдающийся советский лётчик-испытатель Ю. А. Гарнаев. |
| 01.05.1968 | н.д.           | Гилгит                                                                                | н.д.                   | Разбился во время демонстрационного полёта для ВВС Пакистана, экипаж погиб. |
| 16.10.1969 | 21192          | Коми АССР пос. пл-ка Ленавож-3                                                        | 5/10                   | Главной причиной лётного происшествия явилось разрушение лопастей несущего винта от удара о поднявшийся задний конец трубы, транспортируемой вертолётом, из-за невыдерживания экипажем минимальной высоты груза над землёй (3 метра), установленной РЛЭ Ми-6. |
| 21.12.1969 | н.д.           | а/п Ростов-на-Дону (Северный)                                                         | 9/10                   | Руление по рулевой дорожке производилось в условиях сильного ветра с двигателями, работавшими на наземном малом газе. Резкое усиление ветра до 20 м/с привело к увеличению подъёмной силы работавшего несущего винта и отделению вертолёта от земли и его кренению. Лопасти НВ задели железобетонные столбы у рулевой дорожки. Вертолёт опрокинулся на борт, ударившись при этом кабиной о кирпичную стену, и загорелся. |
| 29.11.1970 | 11306          | Тюменская область, ЯНАО, близ а/п Мыс Каменный                                        | 0/5                    | Невыполнение требований РЛЭ вертолёта Ми-6 по выдерживанию минимальной скорости полёта и сброса груза при аварийной обстановке. |
| март 1970  | н.д.           | Брестская область, БССР, город Кобрин                                                 | 4/4                    | Ошибка в пилотировании. КВС командир полка полковник Настасич, невыполнение требований по безопасности полётов. Проводил несанкционированную транспортировку негабаритных гражданских грузов завода ЖБИ. Вертолёт при взлёте с грузом на внешней подвеске потерял продольную устойчивость и жёстко приземлился с высоты 75 м. Вертолёт сгорел, погибло 4 члена экипажа. |
| 10.1973    | 1124           | у Суэцкого канала                                                                     | н.д.                   | Борт ВВС Египта, уничтожен. |
| 19.10.1973 | 21171          | Чукотка                                                                               | 9/9                    | Отказ двигателя, пожар, падение. |
| 15.02.1974 | 21145          | Газ-Сале                                                                              | 1/11                   | Отказ высотомера в ночном полёте, вертолёт задел шасси склон холма и упал на левый бок. |
| 22.06.1974 | 21850          | Коми АССР, пос. пл-ка Шахта-13, близ Инты                                             | 8/10                   | Основной причиной катастрофы явилось превышение взлётного веса вертолёта выше допустимого для выполнения полётов по транспортировке грузов на внешней подвеске в результате дезинформации экипажа о весе груза заказчиком, а также отсутствия должного контроля за весом груза со стороны командира вертолёта. |
| 26.08.1974 | 21157          | у Воркуты                                                                             | 9/9                    | Экипаж отклонился от маршрута и опустился ниже безопасной высоты при полёте в горной местности. Вертолёт столкнулся со склоном горы. |
| 14.07.1975 | н.д.           | В районе населённого пункта Кострово Калининградской области                          | 6/50                   | При выполнении полета на перевозку лётного и технического состава 49-й отдельной противолодочной авиационной эскадрильи морской авиации ДКБФ с аэродрома "Коса" (г. Балтийск, Калининградская область) на аэродром Арёгала (Литовская ССР) военно-транспортный вертолёт Ми-6, пилотируемый старшим лейтенантом М.Ф.Барминым, столкнулся со стаей птиц. В результате один из двигателей заглох, и командир экипажа произвёл вынужденную посадку на пересечённую местность. В результате неудачного приземления в канаву, которой не было видно с воздуха, вертолёт завалился на бок, плоскость пробила фюзеляж, вошла вовнутрь, повредила баки, топливо сразу воспламенилось, вертолёт загорелся. Погибшие военнослужащие похоронены на старом городском кладбище города Балтийска Калининградской области.                                                                             |
| 25.07.1975 | 21132          | Хабаровский край, Николаевский район, 22 км северо-западнее а/п Николаевск-на-Амуре   | 11/11                  | Причиной катастрофы явилось усталостное разрушение спирально-конического колеса заднего ведущего вала редуктора Р-7 № СР7032041, что привело к повреждению редуктора, утечке и воспламенению масла от соприкосновения с выхлопными газами и возникновению пожара в полёте на внешней поверхности фюзеляжа. |
| 12.06.1976 | 21785          | Кедва                                                                                 | 0/н.д.                 | Попал в зону турбулентности, потерял управление и упал в лес. |
| 30.06.1977 | 21198          | Архангельская область, НАО, 4 км восточнее пос. Варандей                              | 6/6                    | В облачности столкнулся с грузом на внешней подвеске вертолёта Ми-8. |
| 14.07.1977 | 21199          | Якутская АССР, близ Ленска                                                            | 0/8                    | Пожар двигателя во время перегона вертолёта в ремонт, вынужденная неудачная посадка. После приземления на основные колёса, затем на переднюю стойку, вертолёт развернулся влево и плавно опрокинулся на правый борт. Пожаром вертолёт был полностью уничтожен. |
| 06.08.1978 | 21883          | Ханты-Мансийск                                                                        | 5/5                    | Отказ основной и резервной гидросистем. |
| 20.08.1979 | 21876          | 150 км от а/п Нюрба на пл. Буягинская                                                 | 0/17                   | При выполнении взлёта с места зависания без использования всей длины площадки — 600 м, в зоне «влияния воздушной подушки» не хватило для набора высоты потребной скорости 30-40 км/ч. Над лесом вертолёт начал терять высоту и в процессе левого разворота РВ зацепил за дерево и разрушился. Неуправляемый вертолёт упал в лес и получил повреждения. Экипаж и пассажиры невредимы, вертолёт подлежит списанию. |
| 24.01.1980 | 21012          | Нюрба                                                                                 | 11/11                  | Неисправность гидромеханизмов, вертолёт вошёл в правое вращение. Разрушился в воздухе из-за нерасчётных перегрузок |
| 16.02.1980 | 84             | у Баграма                                                                             | 4/7                    | Борт ВВС. Разбился радом с Салангом. |
| 18.04.1980 | 21039          | Магаданская область, Чукотский АО, Чаунский район, пос. Айон (о. Айон)                | 1/14                   | Причиной катастрофы явилась ошибка в технике пилотирования КВС при попадании в снежный вихрь (не перешёл пилотировать по приборам при утере контакта с землёй) в процессе взлёта на перегруженном вертолёте. |
| 20.06.1980 | 21197          | Башкирская АССР, Стерлитамакский район, близ села Большой Куганак                     | 7/7                    | При заходе на посадку с МК=192°, в процессе зависания на высоте 15 м вертолёт энергично изменил тангаж на пикирование, столкнулся лопастями несущего винта и носовой частью фюзеляжа с землёй, опрокинулся на втулку несущего винта, полностью разрушился и сгорел. Экипаж погиб. Заключение: причиной катастрофы явилась потеря управляемости вертолётом из-за рассоединения в полете проводки продольного управления вследствие выпадения болта в соединении вилки В5104-08 с командной качалкой гидроусилителя. Наиболее вероятными причинами выпадения болта 3027А-8-28-3,5КД явились нарушения, допущенные ИТС АТБ Ашхабадского ОАО при выполнении работ на проводке продольного управления, связанных с заменой главного редуктора Р-7. На качество монтажа вилки В5104-08 с командной качалкой гидроусилителя могли оказать влияние особенности конструкции данного соединения. |
| 23.06.1980 | 51             | н.д.                                                                                  | н.д.                   | Борт ВВС. Подробности неизвестны. |
| 30.10.1980 | 21898          | Тюменская область, ХМАО, Нижневартовский район, 17 км северо-восточнее а/п Новоаганск | 1/10                   | Причиной катастрофы явилось снижение экипажем вертолёта ниже безопасной высоты и отвлечение внимания КВС при эволюциях вертолёта, а также полное отсутствие контроля по приборам за положением вертолёта со стороны второго пилота и его безучастие в оказании помощи КВС в пилотировании. |
| 19.03.1988 | 42             | Файзабад                                                                              | 0/н.д.                 | Борт ВВС. При ночном полёте опустился слишком низко, задел стойками шасси глиняную стену и разбился. |
| 08.08.1981 | 21899          | 60 км юго-восточнее Тарко-Сале                                                        | 0/н.д.                 | Отказ обоих двигателей вследствие попадания воды в топливо. |
| 11.03.1982 | 21334          | Эгвекинот                                                                             | 6/6                    | Раскачка груза на внешней подвеске, который повредил лопасти несущего винта, вертолёт потерял управление. |
| 23.08.1982 | н.д.           | н.д.                                                                                  | 1/н.д.                 | Борт ВВС. Был сбит. |
| 13.12.1982 | 38             | Костанайская область, Казахская ССР                                                   | 13/13                  | Борт ВВС. 113 ОВП Троицк. Экипаж вертолёта после выполнения правительственного задания по поиску и эвакуации экипажа КК "Союз" в боевом порядке полка возвращался на базу в г. Троицк. На расстоянии 113 км до города Кустаная в 13 час. 07 мин. вертолёт резко с большим креном пошёл вниз, через 7 секунд столкнулся с землёй, взорвался и сгорел. Причина: разрушение системы управления. |
| 17.01.1983 | н.д.           | у Ландышевки                                                                          | 4/4                    | Борт ВВС. 332 ОГВП. При облёте вертолёта произошла катастрофа, в результате которой погиб экипаж в составе: майор Ю. М. Костырко, капитан С. Н. Салов, лейтенант И. Н. Брехунов, прапорщик Н. И. Дмитриев. |
| 21.03.1983 | н.д.           | н.д.                                                                                  | н.д./6                 | Борт ВВС. 332 ОГВП. При перелёте на учения в Заполярье потерпел катастрофу, в результате которого погибли: капитан С. А. Цыганов, ст. лейтенант М. М. Парусов, мл. лейтенант В. В. Николахин, прапорщик В. К. Солдаков, прапорщик О. Г. Хазипов, сержант П. М. Понаморёв. |
| 22.02.1983 | н.д.           | н.д.                                                                                  | 1/н.д.                 | Борт ВВС. Был сбит. |
| 07.06.1983 | н.д.           | Лашкаргах                                                                             | 0/15                   | Борт ВВС, 280 ОВП. Вертолёт был сбит, совершил вынужденную посадку и полностью сгорел. |
| 29.06.1983 | 21059          | Тура                                                                                  | 5/9                    | Разрушение шестерни основного редуктора при контрольном висении. Вертолёт упал на левый бок и сгорел. |
| 21.07.1983 | 21029          | н.д.                                                                                  | н.д.                   | Разбился. |
| 16.10.1983 | 21072          | н.д.                                                                                  | н.д.                   | Разбился. |
| 15.11.1983 | 41             | Кундуз                                                                                | 4/8                    | Борт ВВС. Разбился из-за неисправностей рулевого винта. |
| 03.01.1984 | 21006          | Новоаганск                                                                            | 38/80                  | Во время взлёта перегруженный вертолёт внезапно перешёл в снижение, столкнулся с землёй и загорелся. |
| 06.07.1984 | н.д.           | н.д.                                                                                  | н.д.                   | Борт ВВС. Был сбит. |
| 27.01.1985 | 21045          | Тазовский                                                                             | 0/6                    | Пожар на борту. После вынужденной посадки вертолёт полностью сгорел. |
| 14.03.1985 | н.д.           | Пули-Хумри                                                                            | 6+1/6                  | Борт ВВС. Столкновение с Су-22 афганских ВВС |
| 18.05.1985 | н.д.           | гора Бакарайгар                                                                       | 1/н.д.                 | Борт ВВС. Был сбит. |
| 17.07.1985 | 21051          | Хабаровский край, Охотский район, п.п. Юдома-Крестовская                              | 6/7                    | Катастрофа вертолёта произошла вследствие нарушений и ошибочных действий, допущенных КВС при подготовке к полёту и в процессе выполнения взлёта в условиях пыльного вихря. Авиационному происшествию способствовала неудовлетворительная организация лётной работы в подразделениях Чаунского ОАО. |
| 27.08.1985 | 21021          | н.д.                                                                                  | н.д.                   | Разбился. |
| 17.09.1985 | н.д.           | н.д.                                                                                  | 1/н.д.                 | Борт ВВС. Был атакован с земли. |
| 10.1985    | H511           | н.д.                                                                                  | 0/н.д.                 | Борт ВВС Анголы. Был сбит. |
| 03.10.1985 | н.д.           | н.д.                                                                                  | 0/н.д.                 | Борт ВВС. Был сбит. |
| 12.10.1985 | н.д.           | у Кабула                                                                              | 2/н.д.                 | Борт ВВС. Был сбит. |
| 11.1985    | H506           | н.д.                                                                                  | 0/н.д.                 | Борт ВВС Анголы. Разбился. |
| 11.1985    | H501           | н.д.                                                                                  | 0/н.д.                 | Борт ВВС Анголы. Разбился. |
| 30.06.1986 | 21007          | у Нижневартовска                                                                      | 0/н.д.                 | Разбился во время подвешивания внешнего груза. |
| 04.07.1986 | 21148          | у Ленска                                                                              | 2/6                    | Разбился при экстренной посадке. |
| 12.07.1986 | 21019          | Харасавэй                                                                             | 0/н.д.                 | Списан после вынужденной грубой посадки, вызванной отказом двигателя. |
| 20.09.1986 | 21155          | В 45 км от Кызыл-Сыра в районе реки Тангнары и поселка Мукучу (ныне Сайылык)          | 0/н.д.                 | Попал в смену направления ветра при разгрузке подвески. Впоследствии восстановлен. |
| 06.12.1986 | 21860          | Тюменская область, ЯНАО, Пуровский р-н, пос. Пурпе                                    | 1/19                   | Попадание вертолёта в снежный вихрь и потеря экипажем пространственного положения и столкновение с препятствием. |
| 27.02.1987 | 21195          | Тарко-Сале                                                                            | 0/н.д.                 | Вынужденная посадка из-за пожара левого двигателя, вертолёт сгорел. |
| 23.03.1987 | н.д.           | н.д.                                                                                  | 2/н.д.                 | Борт ВВС. Был сбит. |
| 21.10.1987 | 21026          | Сургут                                                                                | 0/н.д.                 | Списан после вынужденной посадки. |
| 07.11.1987 | 21033          | Тумнин                                                                                | 1/5                    | Разбился из-за технической неисправности во время подвешивания внешнего груза. |
| 21.07.1989 | 21069          | Дудинка                                                                               | 2/5                    | Разбился и сгорел во время взлёта с внешним грузом, по причине отказа техники. |
| 02.09.1989 | 21892          | Воркута                                                                               | 0/н.д.                 | Потерял управление во время взлёта с внешним грузом, упал в реку и затонул. |
| 22.09.1989 | 21853          | Инта                                                                                  | 0/н.д.                 | Потерял управление во время взлёта, экипаж не смог парировать возникший левый крен. |
| 05.10.1989 | 21027          | площадка Вазей-51                                                                     | 0/н.д.                 | Во время взлёта задел хвостом препятствие, произошло отделение хвостового винта и редуктора от вертолёта. |
| 19.10.1989 | 11286          | Северная                                                                              | 7/2                    | Раскачка груза на внешней подвеске, повреждение лопастей. Груз был сброшен, а вертолёт аварийно приземлился около площадки. Полёт выполнялся нелегально. |
| 05.01.1990 | 21025          | Таймылыр                                                                              | 0/н.д.                 | Списан после вынужденной посадки. |
| 28.02.1990 | 21193          | Игарка                                                                                | 0/н.д.                 | Попал в снежный вихрь, ударился хвостовым винтом о сугроб. |
| 21.05.1990 | 21020          | Нефтеюганск                                                                           | 0/н.д.                 | Разбился, был перегружен. |
| 17.06.1990 | 21060          | Советский                                                                             | 0/н.д.                 | Списан после вынужденной посадки. |
| 12.07.1990 | 21038          | Нефтеюганск                                                                           | 0/н.д.                 | Сгорел после вынужденной посадки. |
| 26.08.1990 | 21858          | Нижневартовск                                                                         | 0/н.д.                 | Сгорел после вынужденной посадки. |
| 11.12.1990 | 05 красный     | Кобрин                                                                                | 5/6                    | Борт ВВС, 65 ОВП. Разбился при посадке в сложных метеоусловиях, ошибки экипажа. |
| 16.12.1990 | 21010          | у Нефтяника                                                                           | 0/н.д.                 | Столкнулся с поверхностью. |
| 22.06.1991 | 21023          | у Витима                                                                              | 0/н.д.                 | Задел деревья лопастями винта, разбился. |
| 01.08.1991 | 21891          | Нижневартовск                                                                         | 0/н.д.                 | Сгорел после вынужденной посадки, вызванной пожаром на борту. |
| 12.11.1991 | 21857          | Мыс Синькин Нос                                                                       | 0/н.д.                 | Разбился после отказа двигателя. |
| 27.01.1992 | 30             | Высота 956, район Мончегорска                                                         | 8/10                   | Борт ВВС, вертолёт-ВКП (Ми-6). Врезался в холм во время тренировочного полёта в сложных метеоусловиях, выжили два члена экипажа. |
| 19.02.1992 | 21028          | н.д.                                                                                  | 0/н.д.                 | Попал в аварию. |
| 24.03.1992 | 21168          | н.д.                                                                                  | 0/н.д.                 | Попал в аварию. |
| 19.06.1992 | 21882          | Ханты-Мансийск                                                                        | 6/6                    | Вынужденная посадка, разбился и сгорел. |
| 22.07.1992 | 21896          | Мутный материк                                                                        | 0/5                    | Вынужденная посадка из-за пожара на борту во время облёта после замены правого двигателя и основного редуктора. Сгорел полностью, списан. |
| 27.08.1992 | 21058          | н.д.                                                                                  | 0/н.д.                 | Попал в аварию, не восстанавливался. |
| 05.11.1992 | 78             | у Анапы                                                                               | 31/31                  | Борт ВВС, 325 ОВП. Разбился, был перегружен имуществом полка, переводимого на новое место дислокации. |
| 21.04.1992 | 21170          | Тарко-Сале                                                                            | 0/5                    | Вынужденная посадка из-за пожара на борту, после чего вертолёт частично сгорел. |
| 24.05.1993 |                | Село Сакени Абхазия                                                                   | 5/5                    | Сбит Грузинскими военными в результате Грузино-Абхазкого конфликта |
| 01.07.1994 | 21040          | у Надыма                                                                              | 0/6                    | Вынужденная посадка из-за пожара двигателя, после чего вертолёт полностью сгорел. |
| 15.12.1994 | 21001          | у Ноябрьска                                                                           | 0/н.д.                 | Во время посадки в плохую погоду задел насыпь и перевернулся. |
| 13.02.1996 | 56 жёлтый      | Прибылово                                                                             | 4/6                    | Борт ВВС, 332 ОВП. Из-за потери экипажем ориентировки при посадке вертолёт снесло в сторону леса, он задел лопастями верхушки деревьев и разбился. |
| 30.05.1976 | 21878          | около Игрима                                                                          | 0/5                    | Во время снижения, для посадки в аэропорт Игрим, на хвостовой винт намотался трос, которым был подвешен груз, из-за чего винт разрушился, и вертолёт упал. Вертолёт до сих пор лежит в болоте рядом с зимником, в нескольких километрах от посёлка. (63°09'48"N 64°31'23"E) |
| 17.07.1996 | 21184          | у Сургута                                                                             | 0/н.д.                 | Списан после вынужденной посадки. |
| 26.07.1996 | 21151          | Ноябрьск                                                                              | 0/н.д.                 | Вынужденная посадка, после которой вертолёт полностью сгорел. |
| 15.10.1997 | 21014          | у Хабаровска                                                                          | 0/н.д.                 | Списан после ночной вынужденной посадки. |
| 10.07.2002 | 21074          | Мыс Эклипс                                                                            | 21/21                  | Пожар двигателя из-за разрушения подшипника вторичного вала, вертолёт потерял управление и упал. После этой катастрофы все вертолёты Ми-6 в России были выведены из эксплуатации. |

## Боевое применение
В Шестидневной арабо-израильской войне 1967 года Египет потерял 10 вертолётов Ми-6 уничтоженными на земле.
Применялся советской армией в Афганской войне, потеряно 28 вертолётов.

## Ми-6 памятники и музейные экспонаты
| Тип      | Бортовой номер | Местонахождение                                                                                           | Изображение |
| -------- | -------------- | --- | ----------- |
| Ми-6     | 02 синий       | Центральный музей Военно-воздушных сил РФ                                                                 |             |
| Ми-6ВзПУ | 39 красный     | Центральный музей Военно-воздушных сил РФ                                                                 |             |
| Ми-6ПЖ   | 41 жёлтый      | Центральный музей Военно-воздушных сил РФ                                                                 |             |
| Ми-6     | СССР-21868     | Головной отраслевой музей истории гражданской авиации                                                     |             |
| Ми-6     | 37 красный     | Парковый комплекс истории техники имени К. Г. Сахарова                                                    |             |
| Ми-6     | 22 красный     | Государственный музей авиации Украины                                                                     |             |
| Ми-6А    | RA-21046       | Сургут, Тюменская область, Аэропорт                                                                       |             |
| Ми-6А    | RA-21075       | Нижневартовск, «Аллея почёта Авиации»                                                                     |             |
| Ми-6     | RA-21080       | Усинск, установлен в детском парке аттракционов "Радуга"                                                  |             |
| Ми-6     | RA-21050       | Музей полярной авиации, Салехард                                                                          |             |
| Ми-6A    | RA-21133       | Музей авиации, Хермескайль                                                                                |             |
| Ми-6     | 67 красный     | Музей вертолётов, Торжок                                                                                  |             |
| Ми-6     | 09 красный     | Рижский музей авиации                                                                                     |             |
| Ми-6     | 57 красный     | Авиационно-технический музей (Луганск)                                                                    |             |
| Ми-6     | 801            | Каир, Музей ВВС Египта                                                                                    |             |
| Ми-6     | 0122           | Китайский музей авиации                                                                                   |             |
| Ми-6     | 670            | Музей авиации, Лодзь                                                                                      |             |
| Ми-6     | 7609           | Музей ВВС Вьетнама, Хошимин                                                                               |             |
| Ми-6     | СССР-21887     | Новосибирская область, аэродром Мочище                                                                    |             |
| Ми-6     | 09 жёлтый      | Музей вертолётов, 344-й Центр боевого применения и переучивания лётного состава армейской авиации, Торжок |             |

## Признание

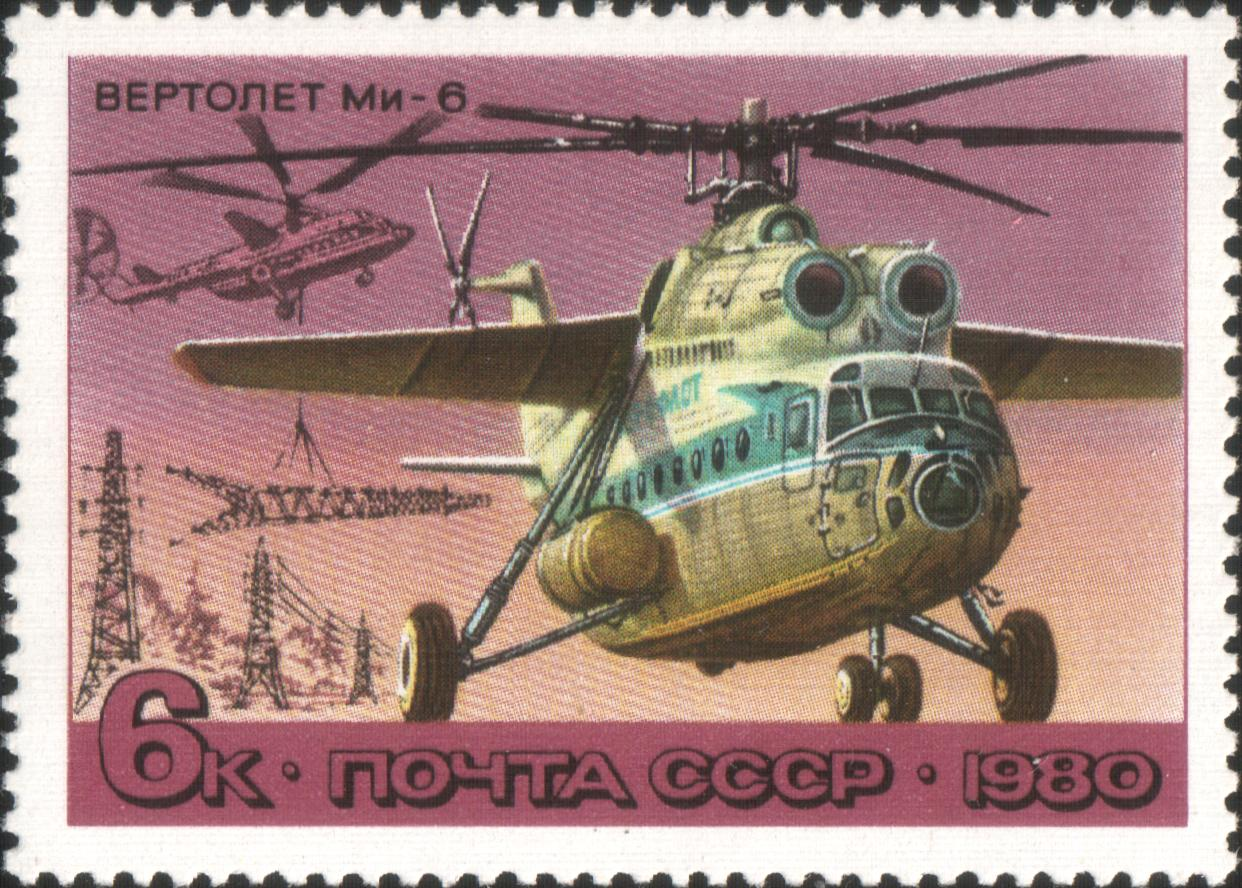
Марка СССР

- Марка СССРОКБ Миля за установление на Ми-6 мирового рекорда скорости в 320 км/ч получило международный приз им. И. И. Сикорского как «признание выдающегося достижения в области вертолётостроительного искусства»[3].
- Ми-6 установлен на Аллее почёта авиации в Нижневартовске (ХМАО).
- Ми-6 установлен в г.Нюрба, Республики Саха (Якутия)
- В 1980 году Почта СССР выпустила почтовую марку с изображением вертолёта Ми-6.